# Ježíšovo vzkříšení
Ježíšovo vzkříšení či Ježíšovo zmrtvýchvstání (biblická řečtina: ἀνάστασις τοῦ Ἰησοῦ) je křesťanská víra, že Bůh vzkřísil Ježíše z mrtvých třetího dne po jeho ukřižování a začal – nebo obnovil – jeho vyvýšený (oslavený) život jako Krista a Pána. Podle novozákonního textu byl Ježíš prvorozený z mrtvých a započal Boží království. Zjevil se svým učedníkům, pověřil apoštoly velkým posláním odpouštět hříchy a křtít obrácené, a vstoupil na nebesa.
Pro křesťanskou tradici bylo tělesné vzkříšení obnovením života proměněného těla živeného duchem, jak je popsáno Pavlem a autory evangelií, které vedlo ke vzniku křesťanství. V křesťanské teologii je Ježíšovo vzkříšení „ústředním tajemstvím křesťanské víry“ a spolu s Ježíšovým životem, smrtí a výroky tvoří základ této víry, která se připomíná o Velikonocích. Pro křesťany je jeho vzkříšení zárukou, že všichni křesťanští zemřelí budou vzkříšeni při Kristově  druhém příchodu (řec. παρουσία, česky parusía).
Sekulární a liberální křesťanská věda tvrdí, že náboženské zážitky, jako například zjevení Ježíše a inspirované čtení biblických textů, daly podnět k víře v Ježíšovo oslavení jako „naplnění Písma“ a obnovení misijní činnosti Ježíšových následovníků.
Znalci „historického Ježíše“ obecně mají tendenci o této otázce vědecky mlčet, protože mnozí z nich se domnívají, že jde o víru nebo její absenci.

## Biblické záznamy
Viz též: Přehled zjevení vzkříšení v evangeliích a u Pavla
Přesvědčení, že Ježíš vstal z mrtvých, se objevuje v nejstarších dokladech o vzniku křesťanství.

### Pavel a první křesťané
Viz též: Paulinismus, Židokřesťanství a Apoštol Pavel a židovské křesťanství
Samotný okamžik zmrtvýchvstání není popsán v žádném z evangelií, ale všechna čtyři obsahují pasáže, v nichž je Ježíš vylíčen jako ten, kdo předpovídá svou smrt a zmrtvýchvstání, nebo obsahují narážky, které „čtenář pochopí“. Novozákonní spisy neobsahují žádné popisy zmrtvýchvstání, ale spíše zprávy o prázdném hrobě a zjevení Ježíše.

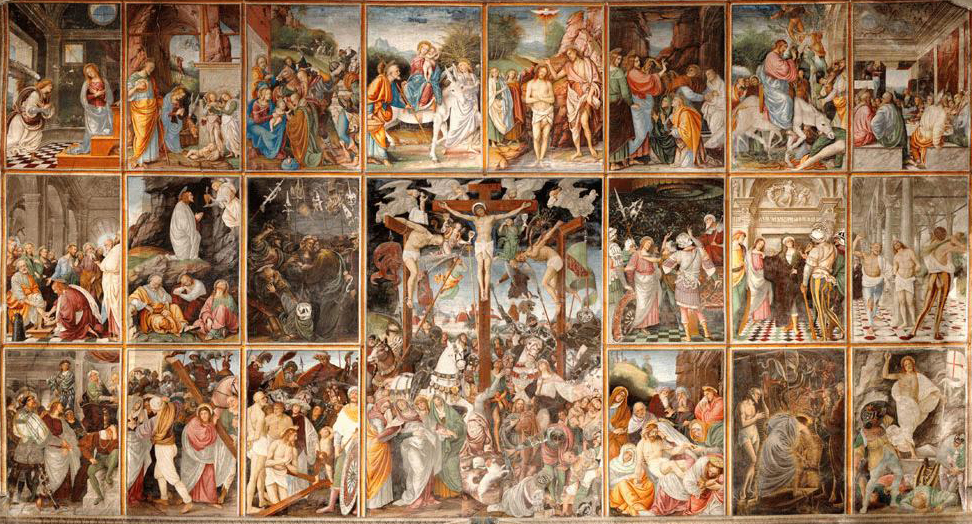
Příběhy života a umučení Krista, Gaudenzio Ferrari, freska, 1513, kostel Santa Maria delle Grazie, Varallo Sesia, Itálie

Jeden z listů, které apoštol Pavel poslal jedné z prvních řeckých církví, První list Korinťanům, obsahuje jedno z prvních křesťanských vyznání víry, které se týká posmrtného zjevení Ježíše a vyjadřuje víru, že byl vzkříšen z mrtvých, a to 1Kor 15, 3–8 (Kral, ČEP). Všeobecně se má za to, že toto vyznání víry vzniklo před Pavlem a sepsáním Prvního listu Korintským. Badatelé tvrdí, že Pavel se ve svém podání vzkříšení odvolává na tuto starší důvěryhodnou tradici, předávanou v rabínském stylu, kterou přijal a předal církvi v Korintě. Géza Vermes píše, že vyznání víry je „tradice, kterou [Pavel] zdědil od svých starších věřících ohledně Ježíšovy smrti, pohřbu a vzkříšení“. Nejzazší původ vyznání víry je pravděpodobně v jeruzalémské apoštolské obci, přičemž bylo formalizováno a předáno během několika let po vzkříšení. Hans Grass se přiklání k původu v Damašku, a podle Paula Barnetta byla tato věroučná formule a další varianty „jedné základní rané tradice, kterou Pavel ,obdrželʻ v Damašku od Ananiáše kolem roku 34 [n. l.]“ po svém obrácení.
[3] Předal jsem vám totiž jako prvořadé to, co jsem sám přijal: že Kristus zemřel za naše hříchy podle Písem, že byl pohřben a že byl vzkříšen třetího dne podle Písem, a že se zjevil Kéfovi a potom Dvanácti. Potom se zjevil více než pěti stům bratří a sester najednou, z nichž většina ještě žije, i když někteří zemřeli. Pak se zjevil Jakubovi a potom všem apoštolům. A nakonec se jako jednomu z nedochůdčat zjevil i mně.
V jeruzalémské ekklésii (církvi), od níž Pavel toto vyznání víry převzal, byla formulace „zemřel za naše hříchy“ pravděpodobně apologetickým zdůvodněním toho, že Ježíšova smrt je součástí Božího plánu a záměru, jak o tom svědčí Písmo svaté. Pro Pavla získala hlubší význam a poskytla „základ pro spásu hříšných pohanů mimo Tóru.“ Slovní spojení „zemřel za naše hříchy“ bylo odvozeno z Izajáše, zejména – Iz 53, 4–11 (Kral, ČEP), a 4. knihy Makabejské, zejména 6,28-29. „Vzkříšen třetího dne“ je odvozeno z Ozeáše – Oz 6, 1–2 (Kral, ČEP):
Pojďte, vraťme se k Hospodinu;
on nás rozsápal a také zhojí;
zranil nás a také obváže.
Po dvou dnech nám vrátí život;
třetího dne nám dá povstat,
a my před ním budeme žít.
Pavel v dopise členům církve v Korintu uvedl, že se mu Ježíš zjevil stejným způsobem, jakým se zjevil dřívějším svědkům. Ve 2. listu Korintským – 2Kor 12 (Kral, ČEP) Pavel popisuje „muže v Kristu [pravděpodobně samotného Pavla], který ... byl uchvácen do třetího nebe“, a ačkoli je tento jazyk nejasný, pravděpodobný výklad je, že tento muž věřil, že viděl Ježíše usazeného na trůnu po Boží pravici.

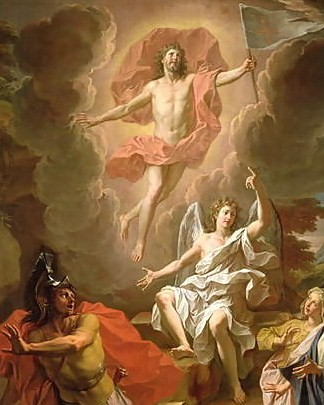
Zmrtvýchvstání Krista, Noël Coypel, 1700, s vyobrazením vznášejícího se Ježíše

Mnoho Pavlových odkazů potvrzuje jeho víru ve vzkříšení:
- Římanům – Řím 1, 3–4 (Kral, ČEP): „...o jeho Synu, který tělem pocházel z rodu Davidova, ale Duchem svatým byl ve svém zmrtvýchvstání uveden do moci Božího Syna, evangelia o Ježíši Kristu, našem Pánu“.[42]
- 2 Timoteovi – 2Tm 2, 8 (Kral, ČEP): „Pamatuj na Ježíše Krista vzkříšeného z mrtvých, původem z rodu Davidova; to je moje evangelium. Pro ně snáším utrpení a dokonce pouta jako zločinec...“.[43]
- 1 Korintským] – 1Kor 15, 3–7 (Kral, ČEP): „...že Kristus zemřel za naše hříchy podle Písem a byl pohřben; byl vzkříšen třetího dne podle Písem“.[44]

### Evangelia a Skutky
Viz též: Evangelijní harmonie, Pašije, Ježíšův pohřeb, Prázdný hrob a Ženy nositelky myrhy
Ježíš je popisován jako „prvorozený z mrtvých“, prōtotokos, první, který byl vzkříšen z mrtvých, čímž získal „zvláštní postavení prvorozeného jako přednostního syna a dědice“. Jeho vzkříšení je také zárukou, že všichni křesťanští zemřelí budou vzkříšeni při Kristově parusíi.
Po zmrtvýchvstání je Ježíš zobrazen jako ten, kdo povolává apoštoly k Velkému poslání, jak je popsáno v Mt 28, 16–20 (Kral, ČEP), Mk 16, 14–18 (Kral, ČEP), Lk 24, 44–49 (Kral, ČEP), Sk 1, 4–8 (Kral, ČEP) a Jan 20, 19–23 (Kral, ČEP), kde učedníci přijímají poslání „zvěstovat světu dobrou zprávu o vítězném Spasiteli a o samotné přítomnosti Boha ve světě skrze Ducha“. Podle těchto textů Ježíš říká, že „dostanou moc, až na ně sestoupí Duch svatý“, že „pokání a odpuštění hříchů má být hlásáno ve jménu [Mesiáše] všem národům, počínaje Jeruzalémem“ a že „komu odpustíte hříchy, tomu jsou odpuštěny, komu je neodpustíte, tomu odpuštěny nejsou“.

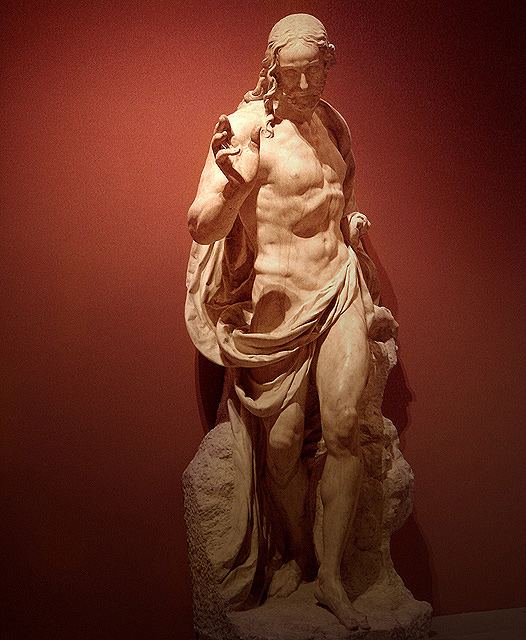
Vzkříšení Ježíše Krista. Germain Pilon (francouzský renesanční sochař, † 1590), mramor, před rokem 1572

Kratší verze Markova evangelia končí objevením prázdného hrobu Marií Magdalenou, Salome a „Marií, matkou Jakubovou“. Mladý muž v bílém rouchu jim na místě hrobu oznámil, že Ježíš vstal, a dal jim pokyn, aby „řekli Petrovi a učedníkům, že se s nimi setká v Galileji, ,jak vám řeklʻ“ – Mk 16 (Kral, ČEP). Delší verze v Mk 16, 9 (Kral, ČEP) dále uvádí, což je pozdější dodatek, že Ježíš se zjevil Máří Magdaléně, pak dvěma následovníkům před Jeruzalémem a pak jedenácti zbývajícím apoštolům a pověřil je hlásáním „radostné zvěsti“ (často označované jako „Velké poslání“) se slovy: „Kdo uvěří a dá se pokřtít, bude spasen, ale kdo neuvěří, bude zavržen.“ V mezivětě Markova evangelia v 16. kapitole (mezi verši 8 a 9) je Ježíš představen jako ten, kdo skrze učedníky hlásá „věčnou spásu“.
U Matouše, Lukáše a Jana po zvěstování vzkříšení následuje zjevení Ježíše nejprve Máří Magdaléně a poté dalším následovníkům. Matoušovo evangelium popisuje jedno zjevení v Galileji, Lukáš popisuje několik zjevení v Jeruzalémě a Jan zmiňuje zjevení v Jeruzalémě i Galileji. V určitém okamžiku tato zjevení v rané křesťanské komunitě ustala, což se odráží v evangelijních vyprávěních: „Skutky apoštolů“ říkají, že „po čtyřicet dní se jim stále zjevoval“. Lukášovo evangelium popisuje Ježíšovo nanebevstoupení na místě poblíž Betánie.
V Matoušově evangeliu se Marii Magdaléně u prázdného hrobu zjevil anděl, který jí řekl, že Ježíš tam není, protože vstal z mrtvých, a nařídil jí, aby řekla ostatním následovníkům, aby šli do Galileje za Ježíšem. Ježíš se pak zjevil Máří Magdaléně a „té druhé Marii“ u hrobu; a dále se podle Marka – Mk 16, 7 (Kral, ČEP) Ježíš zjevil všem učedníkům na hoře v Galileji, kde se Ježíš přihlásil k moci nad nebem i zemí a pověřil učedníky, aby hlásali evangelium celému světu. Matouš představuje Ježíšovo druhé zjevení jako apoteózu (zbožštění) a pověřuje své následovníky, aby „činili učedníky ze všech národů, křtili je ve jménu Otce i Syna i Ducha svatého,[20] a učili je zachovávat všechno, co jsem [vám] přikázal.“ V tomto poselství je konec časů odsunut, „aby svět přivedl k učednictví“.

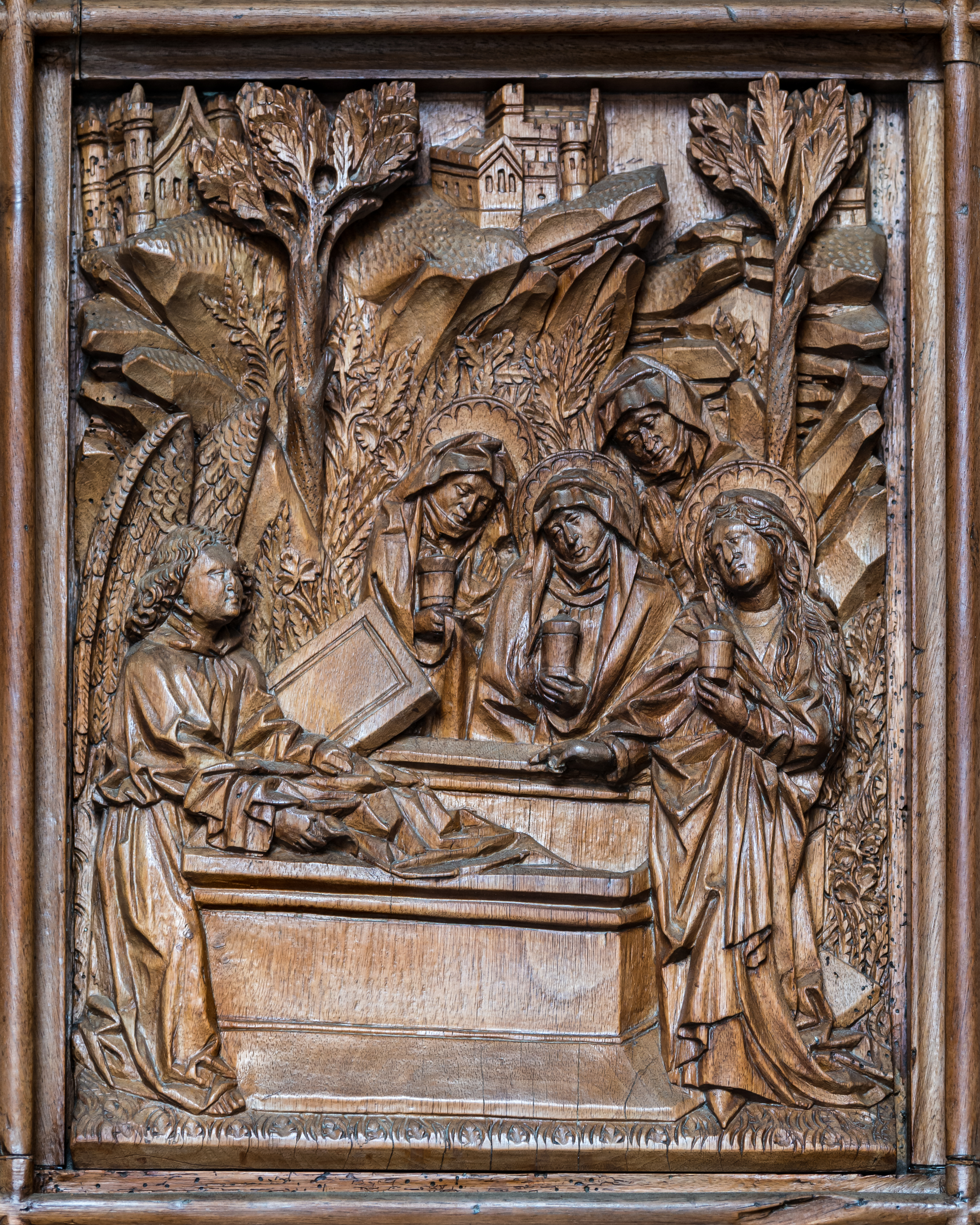
Tři Marie u Kristova hrobu (1470) u západního portálu Kostnického dómu, Bádensko-Württembersko, Německo

V Lukášově evangeliu „ženy, které s ním přišly z Galileje“, přišly k jeho hrobu, který našly prázdný. Objevily se dvě andělské bytosti, které jim oznámily, že Ježíš tam není, ale že byl vzkříšen. Ježíš se pak zjevil dvěma následovníkům na cestě do Emauz, kteří to oznámili jedenácti zbývajícím apoštolům, kteří odpověděli, že se Ježíš zjevil Petrovi. Zatímco to popisovali, Ježíš se zjevil znovu a objasnil, že je mesiáš, který byl podle Písma vzkříšen z mrtvých, „a že v jeho jménu má být hlásáno pokání a odpuštění hříchů všem národům, počínaje Jeruzalémem“. Lukáš zdůraznil Ježíšovu tělesnou kontinuitu. Když se učedníci původně „polekali a vyděsili“ zjevením vzkříšeného Ježíše a mysleli si, že „viděli ducha (pneuma)“, Ježíš podle Lukáše naléhal: „Podívejte se na mé ruce a nohy: vždyť jsem to já. Dotkněte se mne a přesvědčte se: duch přece nemá maso a kosti, jako to vidíte na mně.“ V Lukášově evangeliu a Skutcích (dvě díla od téhož autora) pak vstoupil do nebe, svého skutečného domova.
V Janově evangeliu našla Marie Magdaléna hrob prázdný a oznámila to Petrovi. Poté spatřila dva anděly a následně se jí zjevil sám Ježíš. Večer se Ježíš zjevil ostatním následovníkům a o týden později následovalo další zjevení. Později se zjevil v Galileji Petrovi, Tomášovi a dvěma dalším následovníkům a přikázal Petrovi, aby se ujal jeho následovníků. U Jana je podobný důraz na fyzickou kontinuitu jako u Lukáše, když Ježíš říká Tomášovi: „Polož svůj prst sem, pohleď na mé ruce a vlož svou ruku do rány v mém boku. Nepochybuj a věř!“
Ve Skutcích apoštolů se Ježíš zjevoval apoštolům čtyřicet dní a přikázal jim, aby zůstali v Jeruzalémě, poté Ježíš vstoupil na nebesa, následovalo seslání Ducha svatého o Letnicích a misijní úkol prvotní církve.

## Židovsko-helenistické pozadí

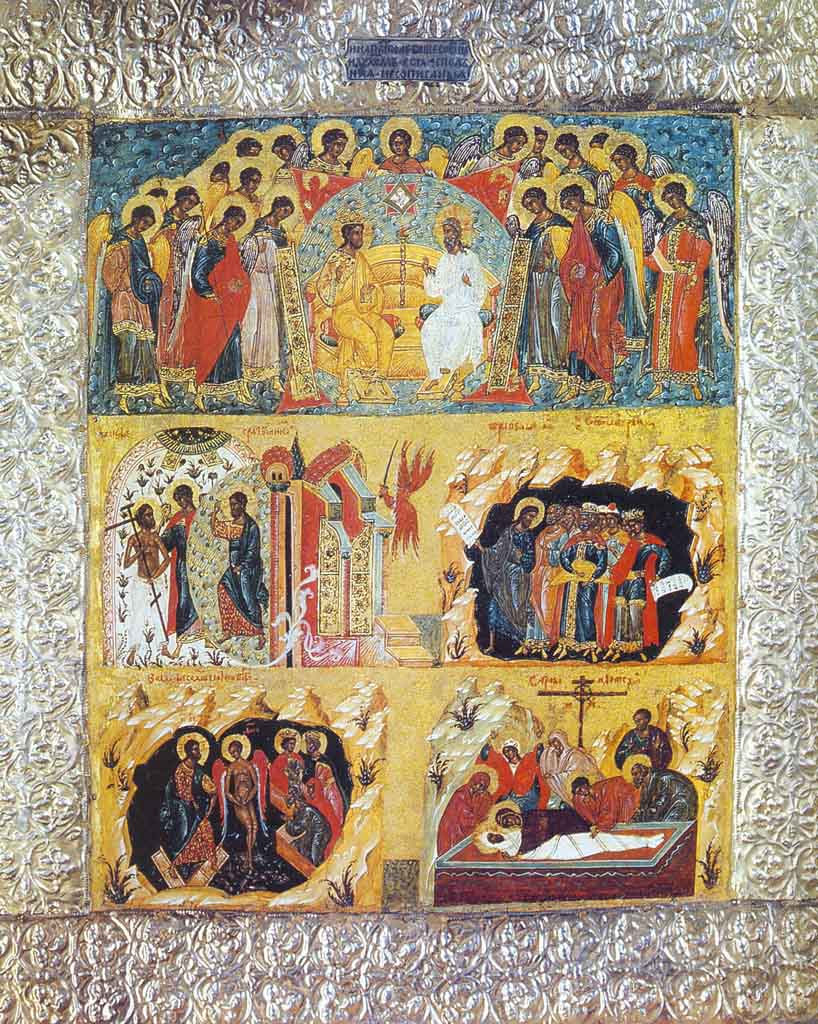
Pětidílná ikona vzkříšení, Solovecký klášter, 17. století

### Židovské pozadí
Viz též: Židovská eschatologie a Univerzální vzkříšení
V judaismu se myšlenka vzkříšení poprvé objevuje ve 2. století př. n. l. v knize Daniel jako víra ve vzkříšení pouze duše, kterou pak farizeové rozvinuli do víry v tělesné vzkříšení, což byla myšlenka Řekům zcela cizí. Flavius Iosephus vypráví o třech hlavních židovských sektách 1. století n. l., že saduceové zastávali názor, že duše i tělo při smrti zanikají; esejci, že duše je nesmrtelná, ale tělo nikoli, a farizeové, že duše je nesmrtelná a že tělo bude vzkříšeno, aby ji mohlo hostit. Z těchto tří postojů se Ježíš a první křesťané zřejmě nejvíce přiblížili postoji farizeů. Steve Mason poznamenává, že pro farizeje je „nové tělo zvláštním, svatým tělem“, které se liší od starého těla, „což je názor, který do jisté míry sdílí i bývalý farizeus Pavel – 1Kor 15, 35 (Kral, ČEP) a násl.“
Důkazy z židovských textů a z nápisů na hrobech ukazují na složitější realitu: například když autor knihy Daniel napsal, že „mnozí z těch, kteří spí v prachu, se probudí“, religionista Dag Øistein Endsjø se domnívá, že měl pravděpodobně na mysli znovuzrození jako andělské bytosti (metaforicky popisované jako hvězdy na Božím nebi, přičemž hvězdy byly od raných dob ztotožňovány s anděly); takové znovuzrození by vylučovalo tělesné vzkříšení, protože se věřilo, že andělé jsou bez těla. Další texty se pohybují od tradičního starozákonního názoru, že duše stráví věčnost v podsvětí, až po metaforickou víru ve vzkříšení ducha. Většina se vyhýbala definování toho, co by vzkříšení mohlo znamenat, ale vzkříšení těla bylo okrajovou vírou. Jak uvádí Outi Lehtipuu, „víra ve vzkříšení zdaleka nebyla zavedenou doktrínou“ judaismu Druhého chrámu.

### Řecko-římské pozadí
Hlavní článek: Nesmrtelnost#Starořecké náboženství
Řekové tradičně věřili, že řada mužů a žen získala fyzickou nesmrtelnost, když byli přeneseni, aby navždy žili buď v Elysiu, na Ostrovech blažených, v nebi, v oceánu nebo doslova přímo pod zemí. Někteří badatelé se sice pokusili vysledovat v pohanských tradicích víru ve vzkříšení týkající se smrti a tělesného zániku, ale postoj ke vzkříšení byl u pohanů obecně negativní. Například Asklépios byl Diem zabit za to, že používal byliny ke vzkříšení mrtvých, ale na žádost svého otce Apollóna byl následně nesmrtelný jako hvězda. Podle Barta Ehrmana většina údajných paralel mezi Ježíšem a pohanskými božstvy existuje pouze v moderní představivosti a neexistují žádné „zprávy o jiných, kteří se narodili panenským matkám a kteří zemřeli jako vykoupení za hřích a poté vstali z mrtvých“.
Od helénistických dob se někteří Řekové domnívali, že duše zasloužilého člověka se může v procesu apoteózy (zbožštění) proměnit v boha, jenž ji pak přenese na zvláštní čestné místo. Následovníci Alexandra Velikého tuto myšlenku velmi dobře proslavili na celém Blízkém východě prostřednictvím mincí s jeho podobiznou, což byla dříve výsada vyhrazená bohům. Tuto myšlenku převzali římští císaři a v císařsko-římském pojetí apoteózy bylo pozemské tělo nedávno zesnulého císaře nahrazeno novým a božským, když vystoupil na nebesa. Tyto příběhy se rozšířily v polovině a na konci prvního století.
Apoteozovaní zemřelí zůstávali rozpoznatelní pro ty, kdo se s nimi setkali, jako když se Romulus po své smrti zjevil svědkům, ale jak o této události vysvětlil životopisec Plútarchos (asi 46 n. l. – asi 120 n. l.), i když něco v lidech pochází od bohů a po smrti se k nim vrací, děje se tak, „jen když je to co nejúplněji odděleno a osvobozeno od těla a stává se to zcela čistým, beztělesným a neposkvrněným“.

## Pohřeb a prázdný hrob
Vědci se rozcházejí v názoru na historicitu příběhu o prázdném hrobě a na vztah mezi příběhy o pohřbu a posmrtnými zjeveními. Učenci se také rozcházejí v názoru na to, zda byl Ježíš důstojně pohřben. Spornými body jsou: (1) zda bylo Ježíšovo tělo sejmuto z kříže před západem slunce, nebo zda bylo ponecháno na kříži, aby se rozpadlo, (2) zda jeho tělo sejmul z kříže a pohřbil konkrétně Josef z Arimatie, nebo Sanhedrin či skupina Židů obecně, a (3) zda byl pohřben do hrobu (a pokud ano, do jakého), nebo zda byl pohřben do společného hrobu.

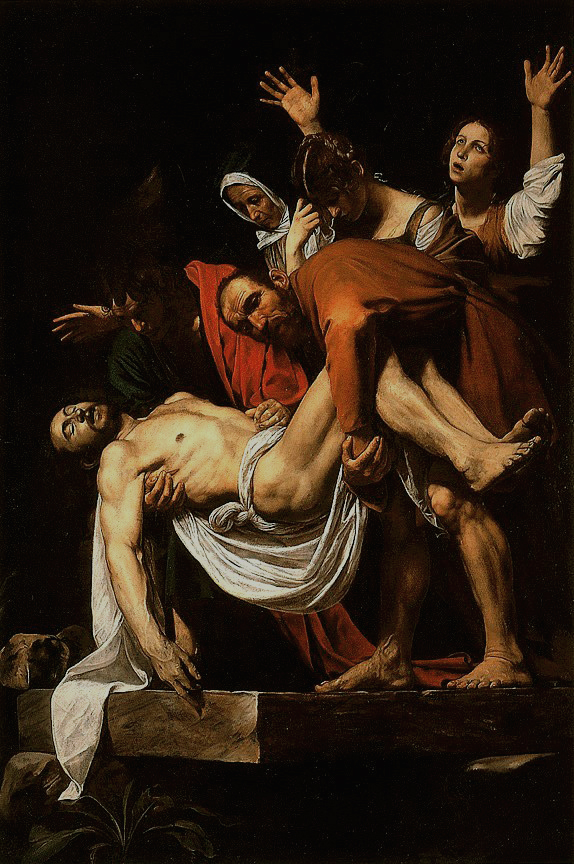
Ukládání Krista do hrobu, Caravaggio (1571–1610)

### Pohřeb
Hlavní článek: Ježíšův pohřeb
Často zmiňovaným argumentem ve prospěch důstojného pohřbu před západem slunce je židovský zvyk založený na Deuteronomiu – Dt 21, 22–23 (Kral, ČEP), který říká, že tělo nesmí zůstat vystaveno přes noc, ale musí být pohřbeno ještě ten den. To je také doloženo v Chrámovém svitku Esejců a v Josefově Židovské válce 4.5.2§317, kde se popisuje pohřbívání ukřižovaných židovských povstalců před západem slunce. Odkazuje se na Digesta, římský právní kodex ze 6. století n. l., který obsahuje materiál z 2. století n. l., kde se uvádí, že „těla potrestaných se pohřbívají pouze tehdy, když o to bylo požádáno a bylo uděleno povolení.“ O pohřbívání lidí, kteří byli popraveni ukřižováním, svědčí také archeologické nálezy z Jehohananu, tělo zřejmě ukřižovaného muže s hřebem v patě, který nešel odstranit, který byl pohřben v hrobce.
Martin Hengel tvrdil, že Ježíš byl pohřben potupně jako popravený zločinec, který zemřel potupnou smrtí, což je názor, který je „dnes široce přijímán a zakotvil v odborné literatuře.“ John Dominic Crossan tvrdil, že Ježíšovi následovníci nevěděli, co se stalo s tělem. Podle Crossana je Josef z Arimatie „naprostým Markovým výtvorem co do jména, místa i funkce“, a tvrdí, že Ježíšovi následovníci z Dt 21, 22–23 (Kral, ČEP) vyvodili, že Ježíše pohřbila skupina zákonů dbalých Židů, jak je popsáno ve Sk 13, 29 (Kral, ČEP).
Novozákoník Dale Allison píše, že tento příběh Marek upravil a ze skupiny Židů udělal konkrétní osobu. Římská praxe často spočívala v tom, že tělo bylo ponecháno na popravišti a bylo odmítnuto čestné nebo rodinné pohřbení s tím, že „psi čekají“. Archeolog Byron McCane tvrdí, že bylo zvykem zbavit se mrtvého okamžitě, přesto dochází k závěru, že „Ježíš byl potupně pohřben v hrobě zločince“. Britský novozákoník Maurice Casey rovněž poznamenává, že „židovští zločinci měli být pohřbeni potupně a nečestně“, a tvrdí, že Ježíš byl skutečně pohřben Josefem z Arimatie, ale v hrobce pro zločince, která patřila Sanhedrinu. Proto odmítá vyprávění o prázdném hrobě jako legendu.
Novozákonní historik Bart D. Ehrman píše, že nelze zjistit, co se stalo s Ježíšovým tělem; pochybuje o tom, že byl Ježíš důstojně pohřben, a také se domnívá, že je pochybné, že Ježíše pohřbil konkrétně Josef z Arimatie. Podle Ehrmana se „z původně vágního tvrzení, že Ježíše pohřbili nejmenovaní židovští vůdci, stává příběh o tom, že tak učinil jeden konkrétní vůdce, který je jmenován.“ Ehrman uvádí tři důvody, proč pochybuje o důstojném pohřbu. S odkazem na Hengela a Crossana Ehrman tvrdí, že ukřižování mělo „co nejúplněji mučit a ponížit člověka“ a tělo bylo obvykle ponecháno na popravišti, aby ho sežrala zvířata. Ehrman dále tvrdí, že zločinci byli obvykle pohřbíváni do společných hrobů; a Pilát se nestaral o židovskou citlivost, takže je nepravděpodobné, že by dovolil Ježíše pohřbít.
Řada křesťanských autorů kritiku odmítla a považuje evangelia za historicky spolehlivá. John A. T. Robinson uvádí, že „pohřbení Ježíše v hrobě je jedním z nejstarších a nejlépe doložených faktů o Ježíši.“ Dale Allison při přezkoumání argumentů Crossana a Ehrmana považuje jejich tvrzení za silná, ale „považuje za pravděpodobné, že muž jménem Josef, pravděpodobně sanhedrista z nejasné Arimatie, požádal a získal povolení od římských úřadů, aby zařídil Ježíšův spěšný pohřeb.“ James Dunn uvádí, že „tradice je pevná v tom, že Ježíš byl řádně pohřben – Mk 15, 42–47 (Kral, ČEP) odst., a existují dobré důvody, proč by její svědectví mělo být respektováno.“
Dunn tvrdí, že tradice pohřbu je „jednou z nejstarších tradic, které máme“, a odvolává se na 1Kor 15, 4 (Kral, ČEP); pohřeb byl v souladu s židovskými zvyky, jak je předepisuje Dt 21, 22–23 (Kral, ČEP) a potvrzuje ho Josefova Válka; jsou známy případy pohřbívání ukřižovaných osob, jak dokládá Jehohanův pohřeb; Josef z Arimatie „je velmi věrohodnou historickou postavou“; a „přítomnost žen u kříže a jejich účast na Ježíšově pohřbu lze připsat spíše rané ústní paměti než tvůrčímu vyprávění.“ Craig A. Evans se odvolává na Dt 21, 22–23 (Kral, ČEP) a Josefa, aby dokázal, že Ježíšovo pohřbení odpovídá židovskému cítění a historické realitě. Evans také poznamenává, že „i z politického hlediska se zdá nepravděpodobné, že by v předvečer Pesachu, svátku, který oslavuje osvobození Izraele od cizí nadvlády, chtěl Pilát provokovat židovské obyvatelstvo“ tím, že by Ježíšovi odepřel řádný pohřeb. Andrew Loke po odpovědi na různé námitky proti historicitě strážců u hrobu tvrdí, že „přítomnost strážců u hrobu by znamenala, že Ježíš byl pohřben na dobře identifikovaném místě (na rozdíl od hypotézy o nepohřbení).“
Podle profesora náboženství Johna Grangera Cooka existují historické texty, které se zmiňují o masových hrobech, ale není v nich uvedeno, že by těla byla vyhrabána zvířaty. V žádném římském textu není zmínka o otevřené jámě nebo mělkých hrobech. Mimo evangelia existuje řada historických textů, které ukazují, že těla ukřižovaných mrtvých pohřbila rodina nebo přátelé. Cook píše, že „tyto texty ukazují, že vyprávění o pohřbu Ježíše Josefem z Arimatie by bylo pro řecko-římského čtenáře evangelií naprosto srozumitelné a historicky věrohodné.“

### Prázdný hrob
Hlavní článek: Prázdný hrob

#### Skepse ohledně vyprávění o prázdném hrobě
Příběhy o prázdném hrobě se zpočátku setkávaly se skepsí. Již Matoušovo evangelium zmiňuje příběhy o tom, že tělo bylo z hrobu ukradeno. Další domněnky, které nemají oporu v hlavním vědeckém proudu, hovoří o tom, že Ježíš na kříži ve skutečnosti nezemřel, že zahynul přirozenou smrtí nebo že byl nahrazen podvodníkem.
Víra, že Ježíš na kříži skutečně nezemřel, ale pouze se tak jevil, se vyskytuje v celé řadě raných textů a má pravděpodobně své historické kořeny v nejranějších fázích křesťanství. Podle izraelského religionisty Gedaliahu Stroumsy se tato myšlenka objevila jako první a později ji doketismus rozšířil o to, že Ježíš byl duch bez těla. Je pravděpodobné, že tyto názory byly přítomny již v prvním století, protože proti takovým naukám zřejmě brojí autor 1. a 2. listu Janova.
Absence jakékoli zmínky o Ježíšově prázdném hrobě v Pavlových listech a velikonočních kerygmatech (kázání či hlásání) nejstarší církve vedla některé badatele k domněnce, že si ji Marek vymyslel. Allison však považuje tento argument z mlčení za nepřesvědčivý. Většina badatelů se domnívá, že Markovo a Janovo evangelium obsahují dvě na sobě nezávislá svědectví o prázdném hrobě, což zase naznačuje, že oba použili již existující prameny a odvolávali se na všeobecně rozšířenou tradici, i když Marek mohl tuto tradici doplnit a upravit tak, aby odpovídala jeho vyprávění. Jiní badatelé tvrdí, že místo toho Pavel předpokládá prázdný hrob, konkrétně v raném vyznání víry předaném v 1Kor 15 (Kral, ČEP). Křesťanští biblisté použili metody textové kritiky, aby podpořili historicitu tradice, že „Marie z Magdaly skutečně viděla Ježíše jako první“, v posledních výzkumech především kritériem rozpaků. Podle Dalea Allisona zahrnutí žen jako prvních svědků zmrtvýchvstalého Ježíše „po podezření potvrzuje pravdivost příběhu.“

#### Zjevení prázdného hrobu a vzkříšení
N. T. Wright důrazně a obšírně argumentuje ve prospěch skutečnosti prázdného hrobu a pozdějších zjevení Ježíše, přičemž argumentuje tím, že jak tělesné vzkříšení, tak pozdější tělesná zjevení Ježíše jsou mnohem lepším vysvětlením prázdného hrobu, „setkání“ a vzniku křesťanství než jakékoli jiné teorie, včetně Ehrmanových. Dale Allison argumentuje ve prospěch prázdného hrobu, po němž následovala pozdější zjevení Ježíše apoštolům a Máří Magdaléně, a zároveň uznává historičnost vzkříšení. Profesor religionistiky Dag Øistein Endsjø poukazuje na to, jak by představa prázdného hrobu odpovídala starořeckému přesvědčení, že každý případ nesmrtelnosti vždy vyžaduje absolutní fyzickou kontinuitu. Zmizelé tělo by tedy mohlo být známkou toho, že se někdo stal nesmrtelným, jak je vidět například v případě Aristea, trojského prince Ganymeda a athénské princezny Orithyie, jejichž záhadná zmizení byla považována za důsledek toho, že je bohové odnesli do fyzicky nesmrtelné existence, dále Hérakla, jehož absence tělesných pozůstatků po pohřební hranici byla považována za důkaz jeho fyzického nesmrtelnosti, a Aristea z Prokonnésu, o němž se mělo za to, že se znovu objevil poté, co jeho tělo zmizelo ze zamčené místnosti, což Endsjø interpretuje jako jakési zmrtvýchvstání.
Smith tvrdí, že Marek spojil dvě nejprve samostatné tradice o zmizení (z hrobu, interpretované jako vzetí do nebe) a zjevení (posmrtná zjevení) do jednoho velikonočního vyprávění. Podle Gézy Vermese se příběh o prázdném hrobě vyvinul nezávisle na příbězích o posmrtných zjeveních, protože nikdy nejsou přímo koordinovány, aby tvořily spojený příběh. I když je soudržnost vyprávění o prázdném hrobě sporná, je to „jasně raná tradice.“ Vermes poznamenává, že příběh o prázdném hrobě je v rozporu s představami o duchovním vzkříšení. Podle Vermese „[p]ředstavě o prázdném hrobě lépe slouží přísně židovské pouto ducha a těla, které je nepochybně důvodem zavedení pojmů dotýkání se (Tomáš v Janově evangeliu) a přijímání potravy (v Lukášově a Janově evangeliu).“ Ehrman odmítá příběh o prázdném hrobě a tvrdí, že „prázdný hrob s tím nemá nic společného [...] prázdný hrob by nebyl důvodem pro víru.“ Ehrman tvrdí, že prázdný hrob byl nutný, aby zdůraznil Ježíšovo fyzické vzkříšení.

## Vzkříšení proměněného těla
Géza Vermes upozorňuje, že příběh prázdného hrobu je v rozporu s představami o duchovním vzkříšení. Podle Vermese „přísně židovskému poutu ducha a těla lépe slouží představa prázdného hrobu a je nepochybně zodpovědná za zavedení pojmů dotýkání se (Tomáš v Janově evangeliu) a přijímání potravy (u evangelistů Lukáše a Jana).“
Ware i Cook argumentují především Pavlovou terminologií a soudobým židovským, pohanským a kulturním chápáním podstaty vzkříšení, že Pavel zastával fyzicky vzkříšené tělo (sōma), obnovené k životu, ale oživené duchem (pneumatikos) namísto duše (psychikos), stejně jako pozdější evangelijní zprávy. V 1Kor 15, 44 (Kral, ČEP) Pavel používá výraz „duchovní tělo“ (sōma pneumatikos), který byl vysvětlován jako „tělo ovládané duchem“, ale také jako „nebeské tělo“, vytvořené z jemnějšího materiálu než tělo.
V Listu Filipanům Pavel popisuje, jak se tělo vzkříšeného Krista naprosto liší od toho, které nesl, když měl „podobu člověka“, a jako cíl křesťanského života uvádí podobný oslavený stav, kdy Kristus „promění naše ubohé tělo“ – „tělo a krev nemohou zdědit Boží království“ – 1Kor 15, 50 (Kral, ČEP) a křesťané vstupující do království „odloží tělo tělesné“ – Kol 2, 11 (Kral, ČEP). Pavel se postavil proti představě čistě duchovního vzkříšení, jak ji propagovali někteří křesťané v Korintě a kterou se zabývá v 1. listě Korintským. Rozvíjející se evangelijní tradice zdůrazňovala materiální aspekty, aby se postavila proti tomuto duchovnímu výkladu.
Pavlovy názory na tělesné vzkříšení byly v rozporu s myšlenkami řeckých filozofů, pro které tělesné vzkříšení znamenalo nové uvěznění v tělesném těle, čemuž se chtěli vyhnout – vzhledem k tomu, že tělesné a hmotné pro ně omezovalo ducha.
James Dunn poznamenává, že mezi Pavlovým zjevením při vzkříšení a zjeveními popsanými v evangeliích je velký rozdíl. Tam, kde „Pavlovo vidění bylo vizionářské [...], ,z nebeʻ“, mají naproti tomu evangelijní zprávy „masivní realismus“, jak je vidět například na tom, že podle Lukáše Ježíš trvá na tom, že je z „masa a kostí“, a podle Janova evangelia Ježíš žádá Tomáše, aby se dotkl jeho ran. Dunn tvrdí, že „,masivní realismusʻ [...] samotných [evangelijních] zjevení lze jen s velkými obtížemi označit za vizionářský – a Lukáš by tento popis jistě odmítl jako nevhodný.“ Podle Dunna to většina badatelů vysvětluje jako „legendární zhmotnění“ vizionářských zážitků, „vypůjčení si rysů pozemského Ježíše.“ Podle Dunna však existovala jak „tendence k odklonu od fyzického [...], tak i opačná tendence k fyzickému.“ Tendence k materiálnímu je nejzřetelnější, ale existují i známky tendence k odklonu od fyzického a „existují určité náznaky, že v nejranější jeruzalémské komunitě bylo aktuální spíše fyzické chápání.“
Podle Wrighta existuje mezi raně křesťanskými autory (první a druhé století) značná shoda v tom, že Ježíš byl tělesně vzkříšen z mrtvých, „s (jak první křesťané různým způsobem potvrzovali) ,transfyzickýmʻ tělem, stejným, a přesto jakýmsi záhadným způsobem proměněným.“ Podle Wrighta Pavel „věřil, že vzkříšeného Ježíše osobně viděl, a [...] jeho chápání toho, kdo tento Ježíš byl, zahrnovalo pevné přesvědčení, že měl proměněné, ale stále fyzické tělo.“

## Význam v křesťanství

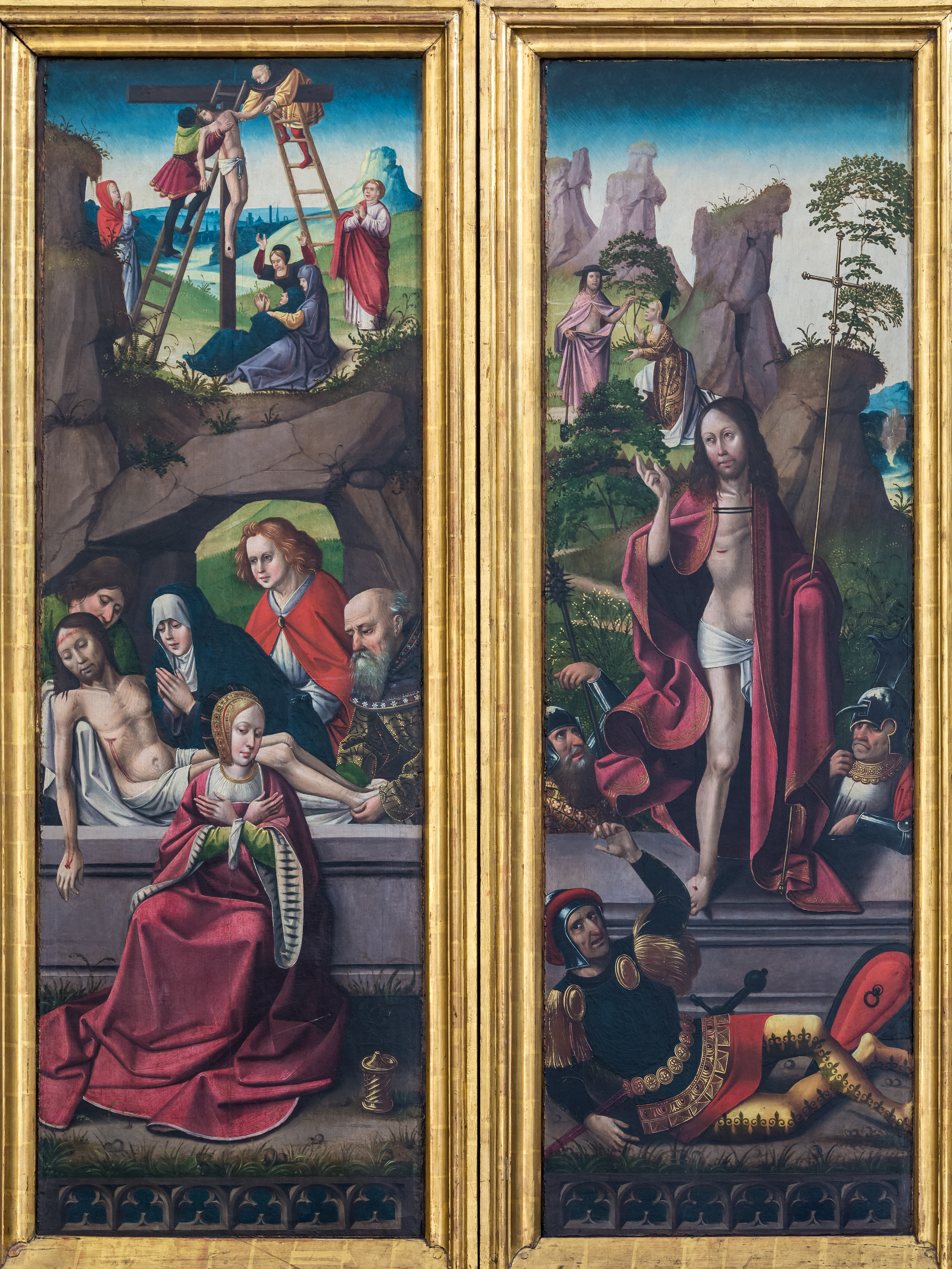
Pravé křídlo okřídleného triptychu v kostele Řádu německých rytířů, Vídeň, Rakousko. Dílo zobrazuje Ježíšovo ukřižování a pohřeb (vlevo) a jeho vzkříšení (vpravo).

Hlavní článek: Spása v křesťanství

### Základ křesťanské víry
V křesťanské teologii jsou Ježíšova smrt, zmrtvýchvstání a vyvýšení nejdůležitějšími událostmi a základem křesťanské víry. Nicejské vyznání víry uvádí: „Třetího dne vstal z mrtvých podle Písma“. Podle Terryho Mietheho, křesťanského filozofa z Oxfordské univerzity, je otázka „,Vstal Ježíš z mrtvých?ʻ nejdůležitější otázkou týkající se hlásání křesťanské víry.“ Podle Johna R. Rice, baptistického evangelisty, bylo Ježíšovo vzkříšení součástí plánu spásy a vykoupení skrze zadostiučinění za lidské hříchy. Podle Římského katechismu je Ježíšovo vzkříšení příčinou a vzorem vzkříšení všech mrtvých, jakož i příčinou a vzorem pokání, které katechismus nazývá „duchovním vzkříšením.“ Katolická církev ve svém katechismu shrnuje svou tradiční analýzu:
I když je zmrtvýchvstání historickou událostí, zjistitelnou podle znamení prázdného hrobu a na základě skutečnosti jednotlivých setkání apoštolů se vzkříšeným Kristem, nicméně tím, jak dějiny přesahuje a překonává, zůstává ústředním předmětem víry (KKC §647).
Ortodoxní křesťané, včetně řady učenců, považují Ježíšovo vzkříšení za konkrétní, hmotné vzkříšení proměněného těla. Vědci jako Craig L. Blomberg a Mike Licona tvrdí, že pro historicitu vzkříšení existuje dostatek argumentů.
V sekulární a liberální křesťanské vědě se zjevení po zmrtvýchvstání často interpretují jako subjektivní vizionářské zážitky, v nichž byla pociťována Ježíšova přítomnost, jak je formulováno v teorii vidění Ježíšových zjevení. V jednadvacátém století moderní badatelé, jako například Gerd Lüdemann, navrhli, že Petr měl vidění Ježíše v důsledku těžkého zármutku a truchlení. Ehrman poznamenává, že „křesťanští apologeté někdy tvrdí, že nejrozumnějším historickým vysvětlením těchto vidění je, že se Ježíš učedníkům [fyzicky] zjevil.“

### Prvníekklēsía
Hlavní článek: Židokřesťanství
Víra ve zmrtvýchvstání Ježíšových prvních následovníků tvořila hlásání první ekklésie (doslova „shromáždění“). „Vidění vzkříšeného/vyvýšeného Krista“ posílilo vliv, který měl Ježíš a jeho služba na jeho první následovníky, a interpretováno v biblickém rámci dalo podnět k úctě ke Kristu a víře v Ježíšovo vyvýšení. Ježíšova smrt byla ve světle Písma vykládána jako vykupitelská smrt, která je součástí Božího plánu. Následná zjevení vedla k oživení misijní činnosti Ježíšových následovníků, přičemž Petr převzal vedoucí úlohu v první ekklésii (která se stala základem apoštolské posloupnosti).
Ve Starožitnostech židovských, popisu židovských dějin z 1. století, jehož autorem je Josefus, se hovoří o věřících ve vzkříšení. Všeobecně se však má za to, že tuto zmínku o vzkříšení přidal křesťanský interpolátor. V nekanonické literatuře Petrově evangeliu se nachází převyprávění Ježíšova vzkříšení.

#### Předzvěst posledních dnů
Ježíšovi následovníci očekávali brzký příchod Božího království a Ježíšovo zmrtvýchvstání bylo první událostí konce času. Jak poznamenávají Borg a Crossan, „pro Marka je Boží království již zde, protože Syn člověka je již přítomen.“

#### Vyvýšení a christologie
Viz též: Nanebevstoupení Páně, Kristovo nebeské sezení a Christologie

#### Úcta ke Kristu
Novozákonní spisy tvrdí, že vzkříšení bylo „počátkem jeho vyvýšeného života“ jako Krista a Pána. Ježíš je „prvorozený z mrtvých“, prōtotokos, první, kdo vstal z mrtvých, čímž získal „zvláštní postavení prvorozeného jako předního syna a dědice.“ Podle Gregoryho Beala
„Prvorozený“ odkazuje na vysoké, privilegované postavení, které Kristus získal v důsledku vzkříšení z mrtvých [...] Kristus získal toto výsostné postavení nad vesmírem nikoli v tom smyslu, že by byl uznán za první stvořenou bytost všeho stvoření nebo za původce stvoření, ale v tom smyslu, že je zahajovatelem nového stvoření prostřednictvím svého vzkříšení.
Hurtado poznamenává, že brzy po své smrti byl Ježíš nazýván Pánem (Kyrios), což ho „úžasným způsobem spojuje s Bohem“. Výraz Pán odrážel přesvědčení, že Bůh Ježíše povýšil do božského postavení „po Boží ,praviciʻ“. Uctívání Boha vyjádřené ve větě „vzývejte jméno Páně [Jahve]“ se vztahovalo i na Ježíše, vzývání jeho jména „při společné bohoslužbě a v širším náboženském životě křesťanských věřících (např. křest, exorcismus, uzdravování)“.
Podle Hurtada byly silné náboženské zážitky nezbytným faktorem pro vznik úcty ke Kristu. Zdá se, že tyto zážitky „zahrnovaly vidění Božích nebes (a/nebo výstupy na ně), v nichž byl oslavený Kristus viděn ve vznešeném postavení.“ Tyto zážitky byly interpretovány v rámci Božích spásných záměrů, jak se odrážejí v Písmu svatém, v „dynamické interakci mezi zbožným, modlitebním hledáním a rozjímáním nad biblickými texty a pokračujícími silnými náboženskými zážitky.“ To iniciovalo „nový zbožný vzorec, který neměl v židovském monoteismu obdoby“, tj. úctu k Ježíši vedle Boha, čímž Ježíš získal ústřední místo, protože jeho služba a její důsledky měly na jeho první následovníky silný vliv. Zjevení, včetně těchto vidění, ale také inspirované a spontánní výroky, a „charismatická exegeze“ židovských písem je přesvědčily, že tuto úctu přikázal Bůh.
Ehrman poznamenává, že Ježíš i jeho první následovníci byli apokalyptičtí Židé, kteří věřili v tělesné vzkříšení, jež začne, až se přiblíží příchod Božího království. Podle Ehrmana se „víra učedníků ve vzkříšení zakládala na vizionářských zážitcích,“ přičemž tvrdí, že vidění mají obvykle silnou přesvědčovací sílu, ale také poznamenává, že evangelijní zprávy zaznamenávají tradici pochybností o Ježíšových zjeveních. Ehrmanův „předběžný návrh“ je, že vidění mělo jen několik následovníků, včetně Petra, Pavla a Marie. Ti o těchto viděních vyprávěli ostatním, čímž přesvědčili většinu svých blízkých spolupracovníků, že Ježíš vstal z mrtvých, ale ne všechny. Nakonec byly tyto příběhy převyprávěny a přikrášleny, což vedlo k tomu, že všichni učedníci viděli vzkříšeného Ježíše. Víra v Ježíšovo zmrtvýchvstání radikálně změnila jejich vnímání a z jeho nepřítomnosti vyvodili závěr, že musel být vyzdvižen do nebe, a to samotným Bohem, což ho povzneslo do nebývalého postavení a autority.
Zatímco teorie vidění získala od poslední čtvrtiny 20. století podporu kritických badatelů, konzervativní křesťanští učenci, kteří věří v tělesné vzkříšení, odmítají teorie vidění ve prospěch doslovného výkladu textových zpráv o fyzickém vzkříšení.

#### Adoptivní a inkarnační christologie
Viz též: Raná inkarnační christologie a Preexistence Krista
Dlouho se tvrdilo, že novozákonní spisy obsahují dvě různé christologie, a to „nízkou (zdola)“ neboli „adopční christologii“ a „vysokou (shora)“ neboli „inkarnační christologii.“ „Nízká christologie“ neboli „adopční christologie“ je víra, „že Bůh povýšil Ježíše na svého Syna tím, že ho vzkřísil z mrtvých,“ čímž ho povýšil do „božského stavu,“ jak je uvedeno v Římanům – Řím 1, 4 (Kral, ČEP). Druhou ranou christologií je „vysoká christologie“, což je „názor, že Ježíš byl preexistující božská bytost, která se stala člověkem, na zemi plnila Otcovu vůli a pak byla vzata zpět do nebe, odkud původně přišla,“ a odkud se zjevila na zemi. Chronologie vývoje těchto raných christologií je v současném bádání předmětem diskusí.
Podle „evolučního modelu“ viz „evoluční teorie,“ jak jej navrhl Bousset a na nějž navázal Brown, se christologické chápání Krista postupem času vyvíjelo od nízké christologie k vysoké christologii, jak o tom svědčí evangelia. Podle evolučního modelu první křesťané věřili, že Ježíš byl člověk, který byl vyvýšen, tj. přijat za Božího Syna, když byl vzkříšen, což bylo znamením blízkosti Božího království, kdy budou všichni mrtví vzkříšeni a spravedliví vyvýšeni. Pozdější názory posunuly vyvýšení na jeho křest, narození a následně na myšlenku jeho věčné existence, o čemž svědčí Janovo evangelium. Marek posunul okamžik, kdy se Ježíš stal synem, na Ježíšův křest, ještě později Matouš a Lukáš na okamžik jeho božského početí a nakonec Jan prohlásil, že Ježíš byl u Boha od počátku: „Na počátku bylo Slovo“.
Od sedmdesátých let 20. století se vedou spory o pozdní dataci vzniku „vysoké christologie“ a většina badatelů tvrdí, že tato „vysoká christologie“ existovala již před Pavlovými spisy. Tato „inkarnační christologie“ nebo „vysoká christologie“ se nevyvíjela delší dobu, ale byla „velkým třeskem“ myšlenek, které byly přítomny již na počátku křesťanství a dále se formovaly v prvních desetiletích církve, jak o tom svědčí Pavlovy spisy.
Podle Ehrmana existovaly tyto dvě christologie vedle sebe, přičemž „nízkou christologii“ nazývá „adopční christologií“ a „vysokou christologii“ nazývá „inkarnační christologií“. Adopcionismus byl sice na konci 2. století prohlášen za herezi, ale hlásili se k němu ebionité, kteří považovali Ježíše za Mesiáše, ale odmítali jeho božství a narození z panny, a trvali na nutnosti dodržovat židovský zákon a obřady. Uctívali Ježíšova bratra Jakuba (Jakuba Spravedlivého); apoštola Pavla odmítali jako odpadlíka od Zákona. Vykazují silnou podobnost s nejranější formou židovského křesťanství a jejich specifická teologie mohla být „reakcí na misii pohanů bez Zákona.“
Podle „preexistenční“ christologie bylo Kristovo vzkříšení a povýšení obnovením jeho vznešeného postavení, které již měl, ale nedosáhl ho, jak je popsáno v listu Filipanům – Flp 2, 6–11 (Kral, ČEP).

#### Vykupitelská smrt
Viz též: Spása v křesťanství#Pokání a Vykupitel
Ježíšova smrt byla vykládána jako vykupitelská smrt „za naše hříchy“ v souladu s Božím plánem obsaženým v židovských písmech. Význam spočíval v „tématu Boží nutnosti a naplnění Písma“, nikoli v pozdějším Pavlově důrazu na „Ježíšovu smrt jako oběť či vykoupení za naše hříchy.“ Pro rané židovské křesťany „myšlenka, že Mesiášova smrt byla nutnou vykupitelskou událostí, fungovala spíše jako apologetické vysvětlení Ježíšova ukřižování“ „dokazující, že Ježíšova smrt nebyla pro Boha žádným překvapením.“

#### Povolání k misijní činnosti
Hlavní články: Velké poslání, Apoštol a Křesťanská misie
Novozákonní zprávy popisují, že vzkříšený Ježíš povolává své následovníky k misionářské činnosti, což se tradičně označuje jako Velké poslání, v němž jim nařizuje „získávat za učedníky všechny národy a křtít je ve jménu Otce i Syna i Ducha svatého.“
Podle Dunna je ve zjeveních učedníkům „cítit závazek, aby se o vidění dozvěděli.“ Helmut Koester uvádí, že příběhy o vzkříšení byly původně epifaniemi, v nichž byli učedníci vzkříšeným Ježíšem povoláni ke službě, a později byly použity jako důkaz této události. Biblista Géza Vermes tvrdí, že vzkříšení je třeba chápat jako oživení sebedůvěry Ježíšových následovníků pod vlivem Ducha svatého, který je „podněcuje k obnovení jejich apoštolského poslání.“ Podle Gerda Lüdemanna Petr přesvědčil ostatní učedníky, že Ježíšovo vzkříšení znamená, že se blíží konec časů a přichází Boží království, kdy mrtví vstanou z mrtvých, což dokazuje Ježíš. To učedníky povzbudilo a zahájilo jejich nové poslání.

#### Petrovo vedení
Hlavní články: Svatý Petr a Apoštolská posloupnost
Petr důrazně prohlašoval, že se mu zjevil Ježíš, a legitimován Ježíšovým zjevením se ujal vedení skupiny prvních následovníků, kteří tvořili Pavlem zmiňovanou jeruzalémskou ekklésii. V tomto vedení ho brzy zastínil Jakub Spravedlivý, „bratr Páně“, což může vysvětlovat, proč rané texty obsahují o Petrovi jen málo informací. Podle Gerda Lüdemanna byl Petr první, kdo Ježíše spatřil, přičemž poznamenává, že Petr i Marie měli zážitek zjevení, ale tvrdí, že tradice o Mariině zjevení je pozdější a její zjevení pravděpodobně nebylo první.
Podle křesťanské protoortodoxie byl Petr prvním, komu se Ježíš zjevil, a proto byl právoplatným vůdcem církve. Vzkříšení tvoří základ apoštolské posloupnosti a institucionální moci ortodoxie jako dědiců Petra, kterému se Ježíš zjevil, a je označován za „skálu“, na níž bude církev postavena. Ačkoli evangelia a Pavlovy listy popisují zjevení většímu počtu lidí, pouze zjevení dvanácti apoštolům se počítají jako propůjčení autority a apoštolské posloupnosti.

### Pavel – účast na Kristu
Hlavní článek: Účast na Kristu
Zjevení Ježíše Pavlovi ho přesvědčilo, že Ježíš je vzkříšený Pán a Kristus, který ho pověřil, aby byl apoštolem pohanů. Podle Newbigina „se Pavel nepředstavuje jako učitel nové teologie, ale jako posel pověřený autoritou samotného Pána, aby zvěstoval novou skutečnost – totiž že v Ježíšově působení, smrti a vzkříšení Bůh rozhodujícím způsobem jednal, aby zjevil a uskutečnil svůj záměr vykoupení pro celý svět.“ Učení apoštola Pavla tvoří klíčový prvek křesťanské tradice a teologie. Zásadní pro Pavlovu teologii je souvislost mezi Kristovým vzkříšením a vykoupením. V 1Kor 15, 13–14 (Kral, ČEP); 1Kor 15, 17 (Kral, ČEP) a 1Kor 15, 20–22 (Kral, ČEP) Pavel píše:
Není-li zmrtvýchvstání, pak nebyl vzkříšen ani Kristus. A jestliže Kristus nebyl vzkříšen, pak je naše zvěst klamná, a klamná je i vaše víra [...] Nebyl-li však Kristus vzkříšen, je vaše víra marná [...] Avšak Kristus byl vzkříšen jako první z těch, kdo zesnuli. A jako vešla do světa smrt skrze člověka, tak i zmrtvýchvstání: jako v Adamovi všichni umírají, tak v Kristu všichni dojdou života.
Kerygma v 1. listu Korintským – 1Kor 15, 3 (Kral, ČEP) říká, že „Kristus zemřel za naše hříchy“. O významu tohoto kerygmatu se vedou diskuse a lze jej vykládat různě. Tradičně se toto kérygma vykládá tak, že Ježíšova smrt byla vykoupením či smířením nebo odčiněním Božího hněvu vůči lidstvu kvůli jeho hříchům. Ježíšovou smrtí bylo lidstvo osvobozeno od tohoto hněvu. V klasickém protestantském chápání, které převládlo v chápání Pavlových spisů, se lidé podílejí na této spáse vírou v Ježíše Krista; tato víra je milostí danou Bohem a lidé jsou ospravedlněni Bohem skrze Ježíše Krista a víru v něj.
Novější vědecké poznatky vyvolávají v souvislosti s těmito výklady několik obav. Podle E. P. Sanderse, který inicioval takzvanou „nový pohled na Pavla“, Pavel viděl věřící vykoupené účastí na Ježíšově smrti a zmrtvýchvstání. Ačkoli „Ježíšova smrt nahradila smrt jiných a tím osvobodila věřící od hříchu a viny“, což je metafora odvozená ze „starověké obětní teologie,“ podstata Pavlova spisu nespočívá v „právních termínech“ týkajících se odčinění hříchu, ale v aktu „účasti na Kristu skrze smrt a zmrtvýchvstání s ním.“ Podle Sanderse „ti, kdo jsou pokřtěni v Krista, jsou pokřtěni v jeho smrt, a tak unikají moci hříchu [...] zemřel, aby věřící mohli zemřít s ním a následně s ním žít.“ Stejně jako mají křesťané při křtu podíl na Ježíšově smrti, budou mít podíl i na jeho vzkříšení. James F. McGrath poznamenává, že Pavel „raději používá jazyk účasti. Jeden zemřel za všechny, takže všichni zemřeli. To se nejen liší od nahrazení, ale je to jeho opak.“
Pavel trvá na tom, že spasení se dostává z Boží milosti; podle Sanderse je toto naléhání v souladu s judaismem z období cca 200 př. n. l. – cca 200 n. l., který považoval Boží smlouvu s Izraelem za akt Boží milosti. Dodržování Zákona je nutné k udržení smlouvy, ale smlouva se nezískává dodržováním Zákona, nýbrž Boží milostí.

### Církevní otcové – smíření
Hlavní článek: Výkupná teorie smíření
O Ježíšově smrti a vzkříšení hovořili apoštolští otcové, včetně Ignáce (50–115), Polykarpa (69–155) a Justina Mučedníka (100–165). Chápání Ježíšovy smrti a zmrtvýchvstání jako vykoupení u řeckých Otců je „klasickým paradigmatem“ církevních Otců, kteří rozvíjeli témata obsažená v Novém zákoně.
Během prvního tisíciletí našeho letopočtu byla výkupná teorie vykoupení dominantní metaforou jak ve východním, tak v západním křesťanství, dokud ji na západě nenahradila Anselmova teorie zadostiučinění. Vykupná teorie vykoupení říká, že Kristus osvobodil lidstvo z otroctví hříchu a Satana, a tedy i smrti, tím, že dal svůj vlastní život jako výkupnou oběť Satanovi, vyměnil život dokonalého (Ježíše) za životy nedokonalých (lidí). To s sebou nese myšlenku, že Bůh oklamal ďábla a že Satan, respektive smrt, měl v důsledku pádu člověka a dědičného hříchu „legitimní práva“ na hříšné duše v posmrtném životě.
Teorii vykoupení poprvé jasně vyslovil Irenej (asi 130–202), který byl otevřeným kritikem gnosticismu, ale převzal myšlenky z jejich dualistického světonázoru. V tomto světonázoru je lidstvo v moci Demiurga, menšího Boha, který stvořil svět. Lidé však v sobě mají jiskru pravé božské přirozenosti, kterou lze osvobodit gnózí (poznáním) této božské jiskry. Toto poznání zjevuje Logos, „samotná mysl nejvyššího Boha“, který vstoupil na svět v osobě Ježíše. Nicméně Logos nemohl jednoduše zrušit moc Demiurga a musel skrýt svou skutečnou identitu a zjevit se jako fyzická podoba, čímž Demiurga zmátl a lidstvo osvobodil. V Irenejových spisech je Demiurg nahrazen ďáblem, zatímco Justin Mučedník klade rovnítko již mezi Ježíše a Logos.
Origenes (184–253) přišel s myšlenkou, že ďábel má legitimní práva nad lidmi, kteří byli vykoupeni Kristovou krví. Představil také názor, že ďábel byl oklamán, když si myslel, že může ovládnout lidskou duši.

### Pozdní starověk a raný středověk
Po Konstantinově obrácení a milánském ediktu v roce 313 pomohly ekumenické koncily ve 4., 5. a 6. století, které se zaměřily na christologii, formovat křesťanské chápání vykupitelské povahy vzkříšení a ovlivnily vývoj jeho ikonografie i jeho používání v liturgii.
Víra v tělesné zmrtvýchvstání byla v křesťanské církvi ve starověku stále přítomna. Augustin z Hippo ji přijal v době svého obrácení v roce 386. Augustin obhajoval vzkříšení a tvrdil, že vzhledem k tomu, že Kristus vstal z mrtvých, existuje i vzkříšení mrtvých. Kromě toho tvrdil, že Ježíšova smrt a vzkříšení sloužily ke spáse člověka, a prohlásil: „aby dosáhl každého našeho vzkříšení, zaplatil Spasitel svým jediným životem, a ten svůj jedinečný předestřel a předložil jako svátost a vzor.“
Teologie Theodora z Mopsuestie z 5. století poskytuje vhled do vývoje křesťanského chápání vykupitelské povahy vzkříšení. Klíčová role svátostí při zprostředkování spásy byla v té době dobře přijímána. V Theodorově představě eucharistie se obětní a spásný prvek spojují v „tom, který nás spasil a vysvobodil obětí sebe sama“. Teodorova interpretace eucharistického obřadu směřuje k vítězství nad mocí smrti, které přináší vzkříšení.
Důraz na spásnou povahu vzkříšení pokračoval v křesťanské teologii i v dalších staletích, např. svatý Jan Damašský v 8. století napsal, že: „... Když osvobodil ty, kteří byli spoutáni od počátku věků, vrátil se Kristus opět mezi mrtvé poté, co nám otevřel cestu ke vzkříšení“, a křesťanská ikonografie následujících let toto pojetí reprezentovala.

### Současnost
Lorenzen konstatuje, že „na mnoha kazatelnách panuje podivné mlčení o vzkříšení“. Píše, že mezi některými křesťany, duchovními a profesory, se zdá, že se stalo „důvodem k rozpakům nebo tématem apologetiky“. Myšlenka tělesného vzkříšení zůstává kontroverzní.
Podle Warnocka mnozí křesťané vzkříšení zanedbávají, protože se pochopitelně zabývají křížem.

## Velikonoce
Hlavní článek: Velikonoce
Velikonoce (neboli Velikonoční neděle) jsou nejvýznamnějším křesťanským svátkem, který oslavuje Ježíšovo zmrtvýchvstání, a podle Susan J. Whiteové „jsou jednoznačně nejstarším křesťanským svátkem.“ Podle Jamese Dunna „Velikonocemi oslavujeme, že se člověk stal Bohem [...] že v Kristově smrti a zmrtvýchvstání Bůh zlomil sevření lidské sebestřednosti, prokázal trvalou a vítěznou sílu Boží lásky.“ Podle Thorwalda Lorenzena vedly první Velikonoce k posunu důrazu od víry „v Boha“ k víře „v Krista“. Podle Raymonda Harfguse Taylora se Velikonoce „zaměřují na dovršení Božího vykupitelského činu ve smrti/vzkříšení Ježíše Krista.“
Velikonoce jsou spojeny s velikonočními svátky a východem z Egypta, o nichž se píše ve Starém zákoně, skrze poslední večeři a ukřižování, které předcházely vzkříšení. Podle Nového zákona dal Ježíš velikonočnímu pokrmu nový význam, když během Poslední večeře v horní místnosti připravoval sebe a své učedníky na svou smrt. Chléb a kalich vína označil za své tělo, které bude brzy obětováno, a svou krev, která bude brzy prolita. V 1. Korintským – 1Kor 5, 7 (Kral, ČEP) stojí: „Odstraňte starý kvas, abyste byli novým těstem, vždyť vám nastal čas nekvašených chlebů, neboť byl obětován náš velikonoční beránek, Kristus“. To odkazuje na velikonoční požadavek nemít v domě kvasnice a na alegorii Ježíše jako velikonočního beránka. Židovský svátek prvotin (bikkurim) považují dispensacionalisté za předzvěst jeho naplnění v Ježíšově vzkříšení na základě 1Kor 15, 20 (Kral, ČEP): „Avšak Kristus byl vzkříšen jako první z těch, kdo zesnuli.“

## V křesťanském umění
Hlavní článek: Ježíšovo zmrtvýchvstání v křesťanském umění

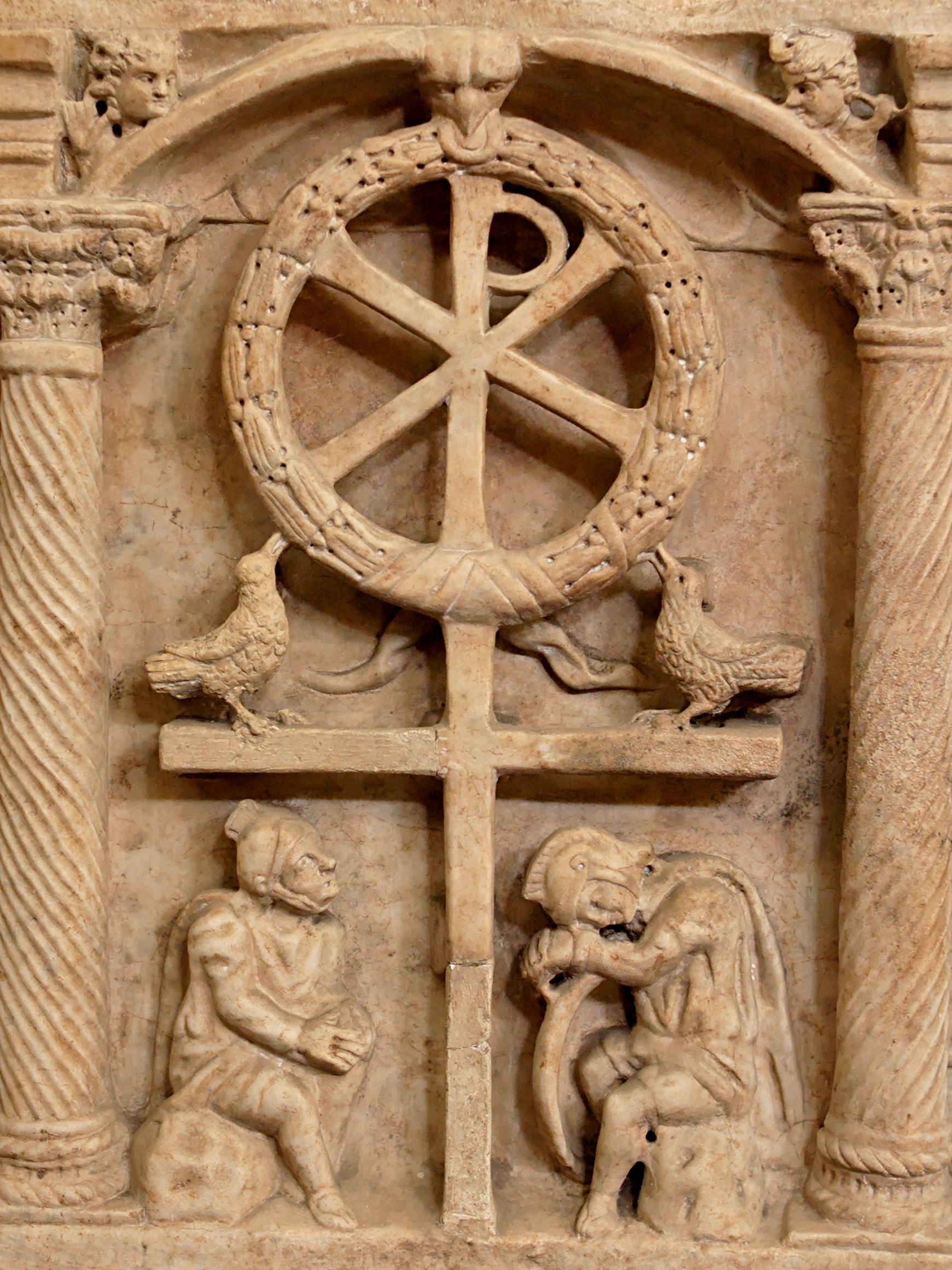
Chi Rho s věncem symbolizujícím vítězství Zmrtvýchvstání, symbol umístěný nad hlavami římských vojáků, asi 350 n. l.

V římských katakombách umělci nepřímo naznačovali vzkříšení pomocí starozákonních obrazů, jako je ohnivá pec a Daniel v jámě lvové. Vyobrazení před 7. stoletím zpravidla zobrazovala druhotné události, jako například postavy nesoucí myrhu (řecky Μυροφόροι) u Ježíšova hrobu, aby vyjádřila myšlenku zmrtvýchvstání. Raným symbolem vzkříšení bylo ve věnci Chi Rho ⳩ (řecká písmena představující slovo „Christos“ neboli „Kristus“), jehož původ lze vysledovat až k vítězství císaře Konstantina I. v bitvě u Milvijského mostu v roce 312, které přičítal použití znamení kříže na štítech svých vojáků. Konstantin používal Chi Rho na své standartě a na jeho mincích bylo zobrazeno labarum s Chi Rho zabíjejícím hada.
Použití věnce kolem Chi Rho symbolizuje vítězství vzkříšení nad smrtí a je raným vizuálním znázorněním spojení mezi Ježíšovým ukřižováním a jeho triumfálním vzkříšením, jak je vidět na Domitillině sarkofágu ze 4. století v Římě. Zde jsou ve věnci Chi Rho Kristova smrt a zmrtvýchvstání zobrazeny jako neoddělitelné a zmrtvýchvstání není jen šťastným koncem zasunutým na konci Kristova života na zemi. Vzhledem k použití podobných symbolů na římském vojenském praporu vyjadřovalo toto vyobrazení také další vítězství, a to vítězství křesťanské víry: římští vojáci, kteří kdysi zatkli Ježíše a táhli s ním na Kalvárii, nyní kráčeli pod praporem vzkříšeného Krista.
Kosmický význam vzkříšení v západní teologii sahá až ke svatému Ambrožovi, který ve 4. století řekl, že „vesmír v něm znovu povstal, nebe v něm znovu povstalo, země v něm znovu povstala, neboť bude nové nebe a nová země.“ Toto téma se na Západě rozvíjelo postupně, později než na Východě, kde bylo vzkříšení od dřívější doby spojováno s vykoupením a obnovou a znovuzrozením celého světa. V umění to bylo symbolizováno spojením zobrazení vzkříšení s Kristovým sestupem do pekel (lat. Descensus Christi ad Inferos) na ikonách a obrazech. Dobrým příkladem jsou obrazy z istanbulského kostela v Chóře, kde jsou přítomni také Jan Křtitel, Šalamoun a další postavy, které znázorňují, že Kristus nebyl při vzkříšení sám. Sekvence vyobrazení v Hosios Loukas z 10. století ukazuje Krista, jak vytahuje Adama z hrobu, následovaného Evou, což znamená spásu lidstva po vzkříšení.

### Galerie umění
Galerie Commons viz: Galerie Zmrtvýchvstání

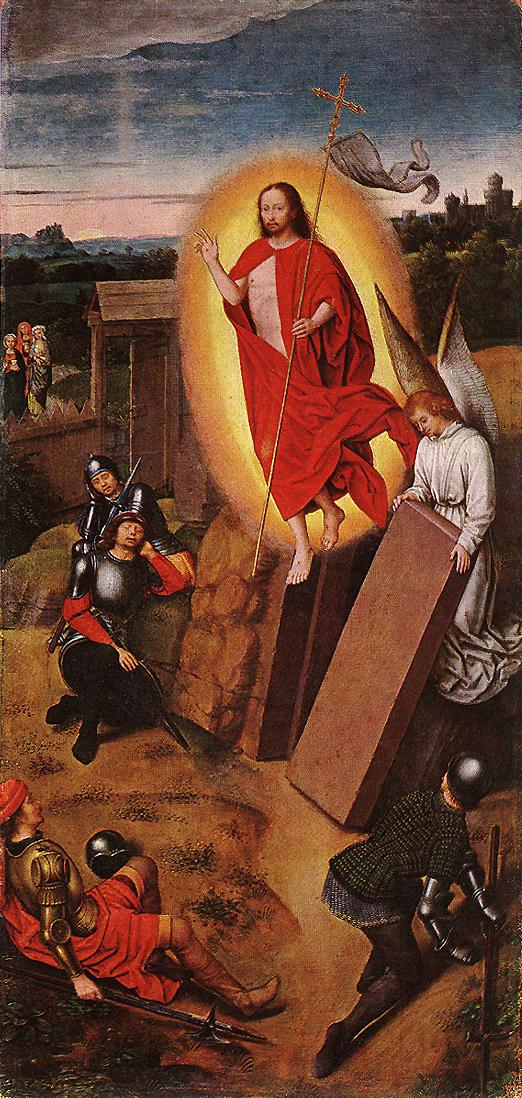
Vzkříšení Krista, Hans Memling, 15. století
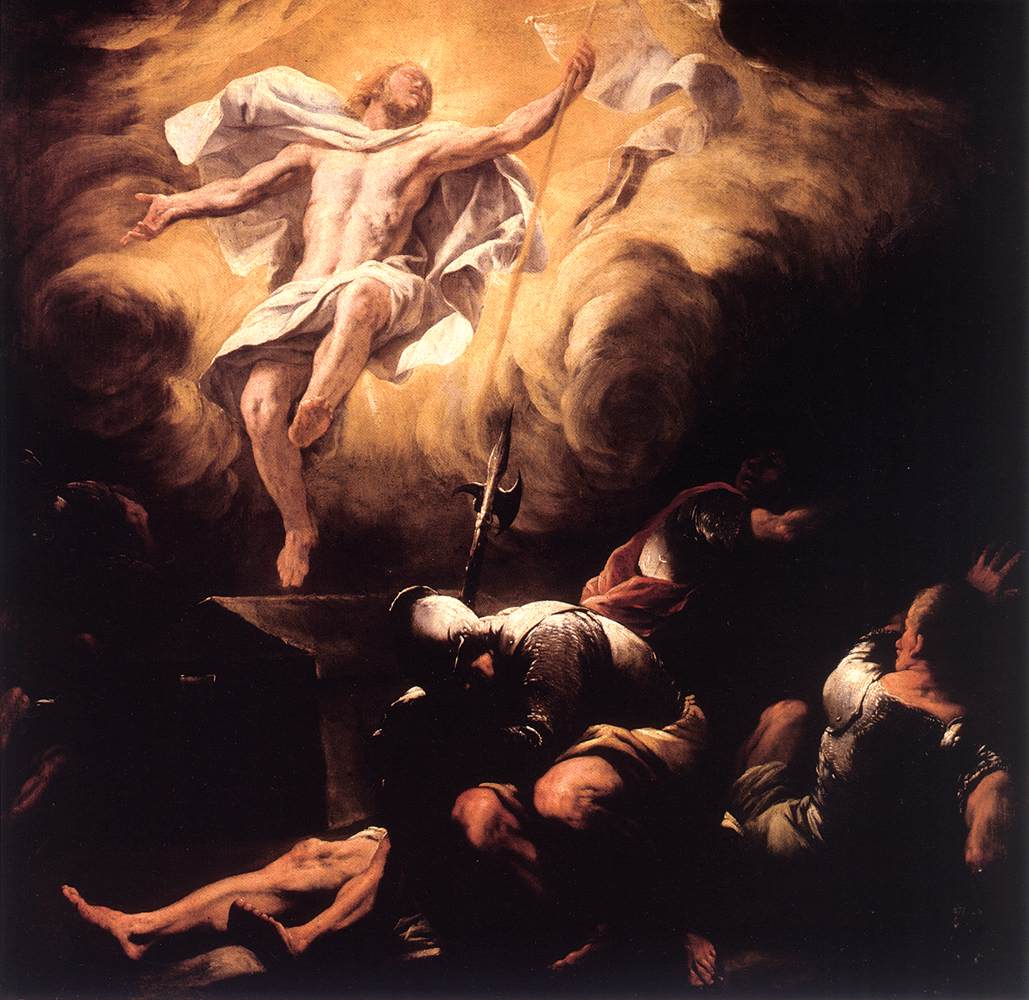
Vzkříšení, Luca Giordano, po roce 1665
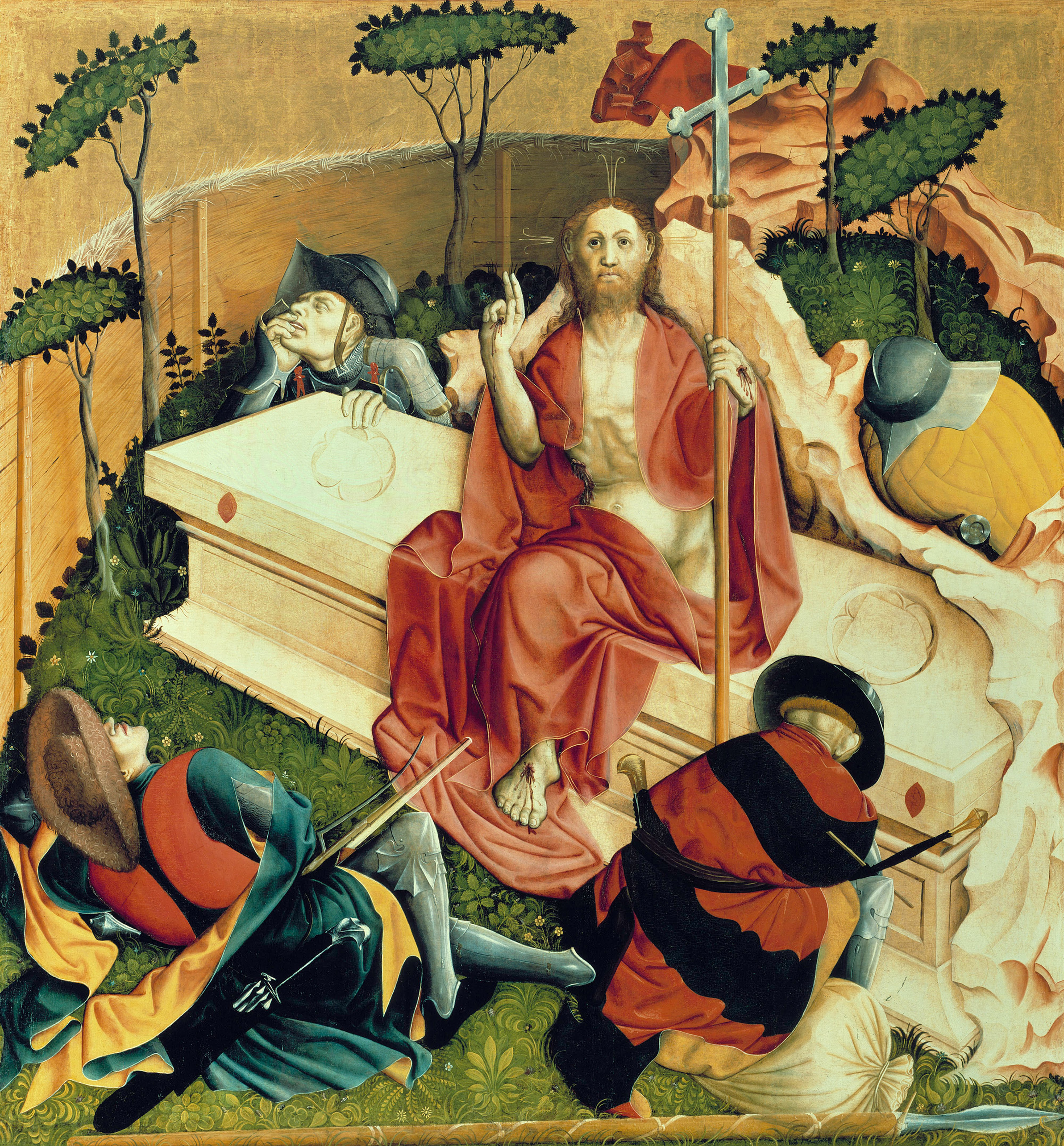
Vzkříšení, Hans Multscher, 1437
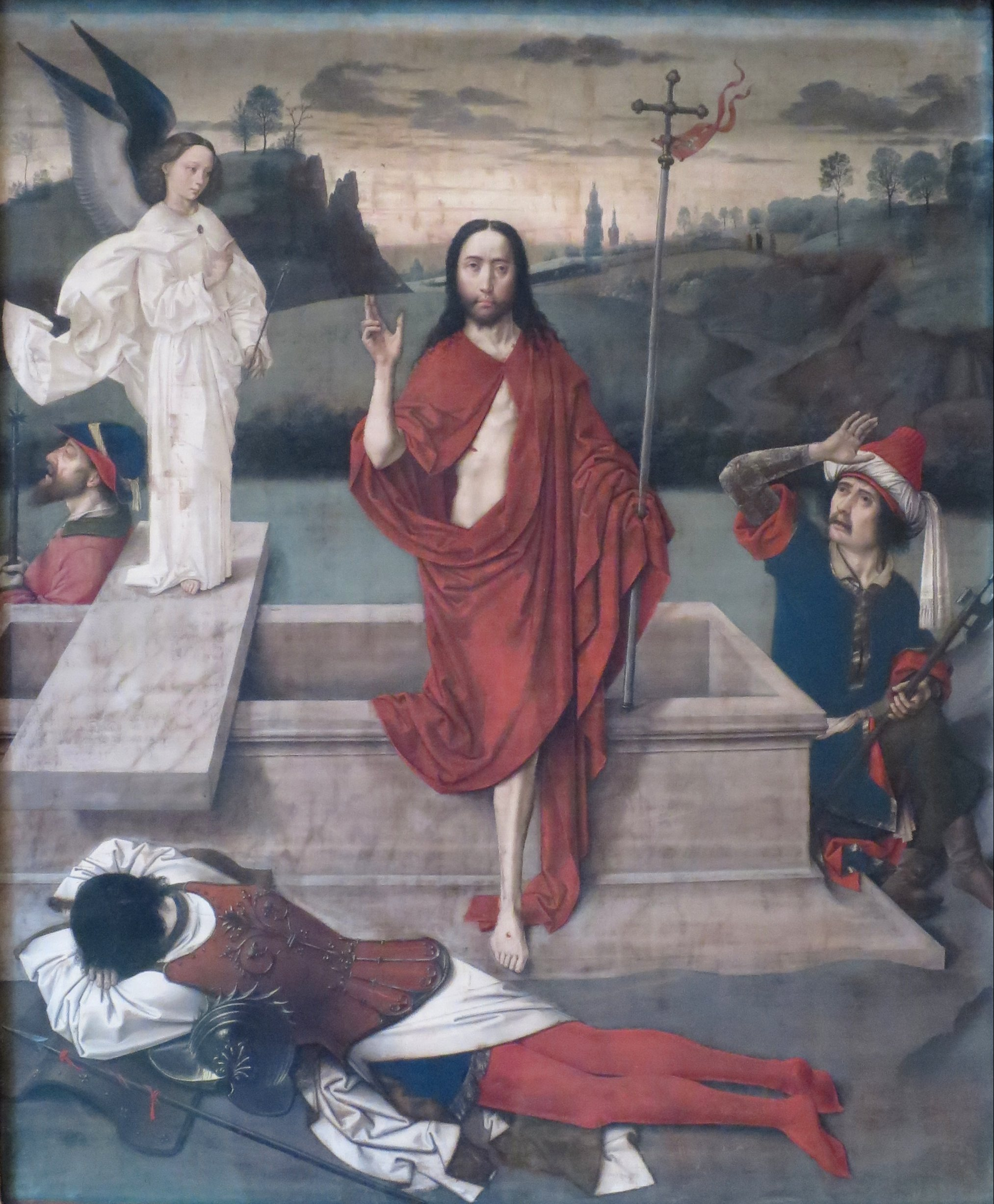
Vzkříšení, Dieric Bouts, asi 1450–1460
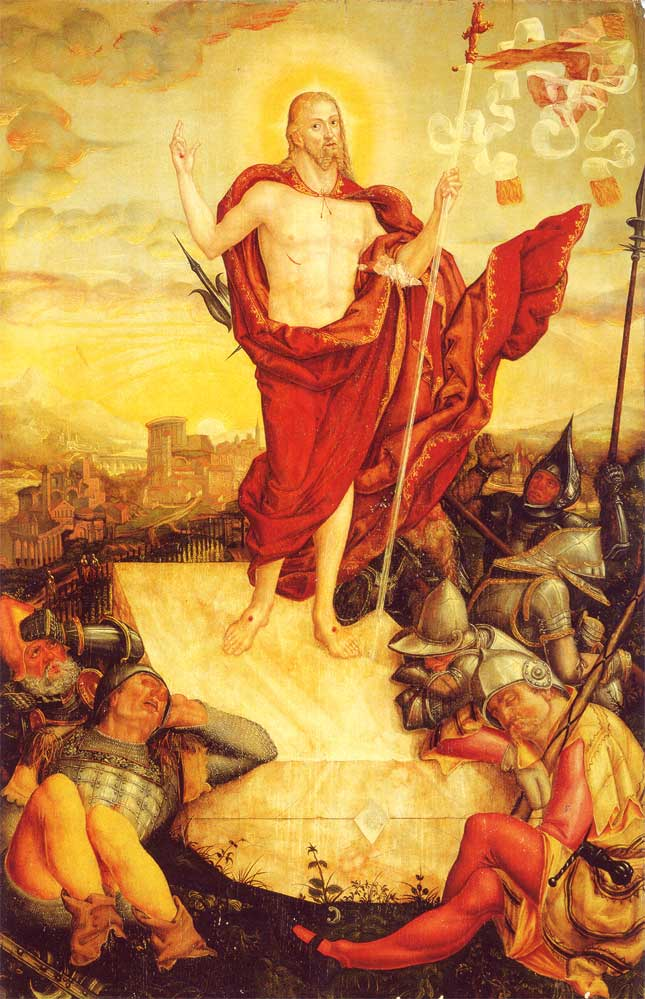
Vzkříšený, Lucas Cranach mladší, 1558
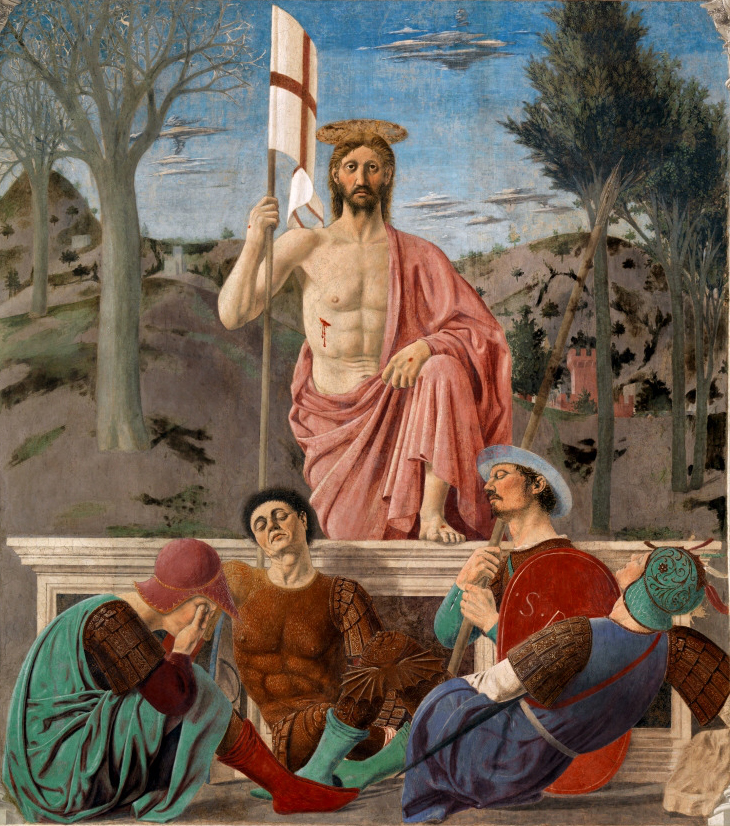
Piero della Francesca, 15. století
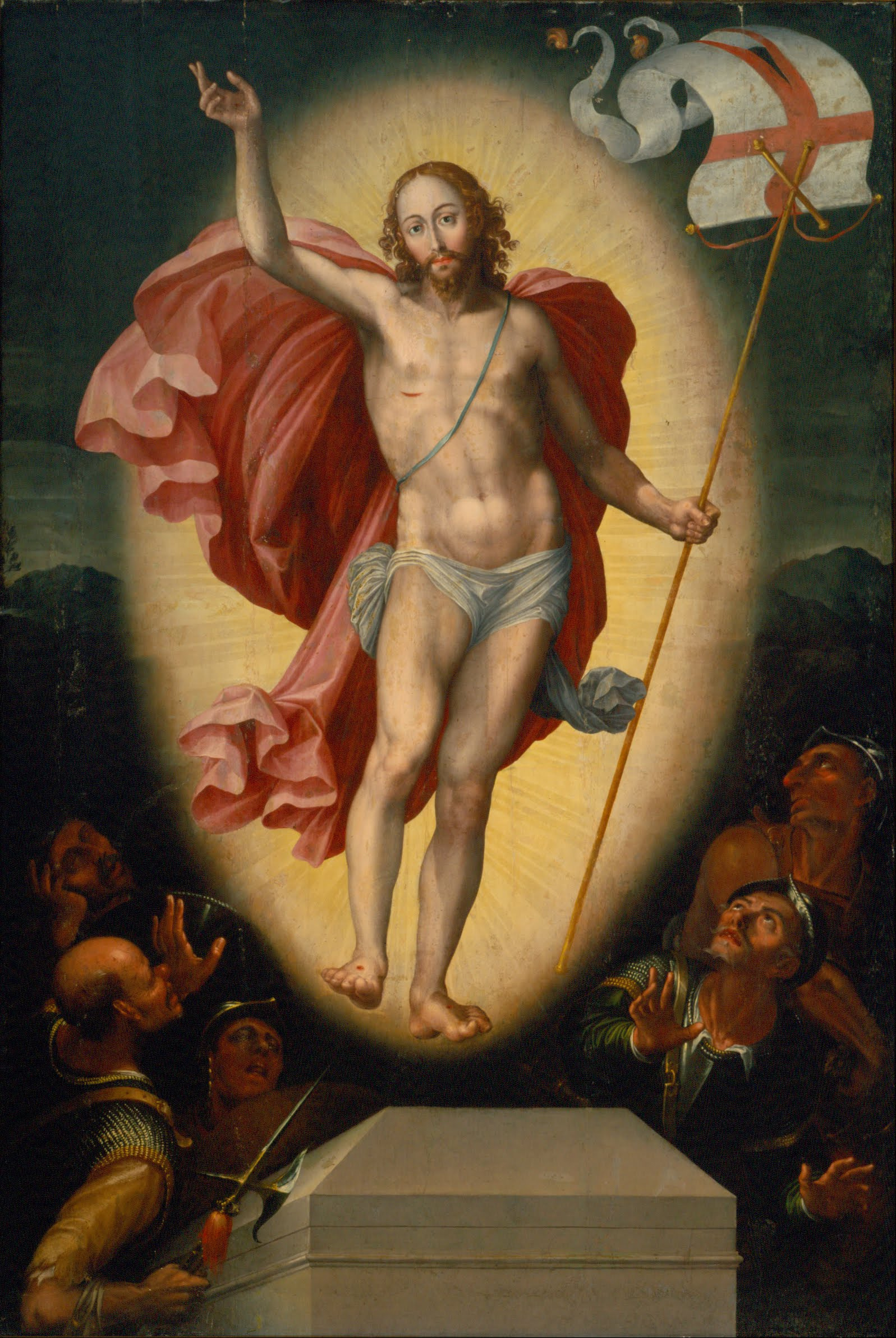
Vzkříšení Krista, Alonso López de Herrera, asi 1625
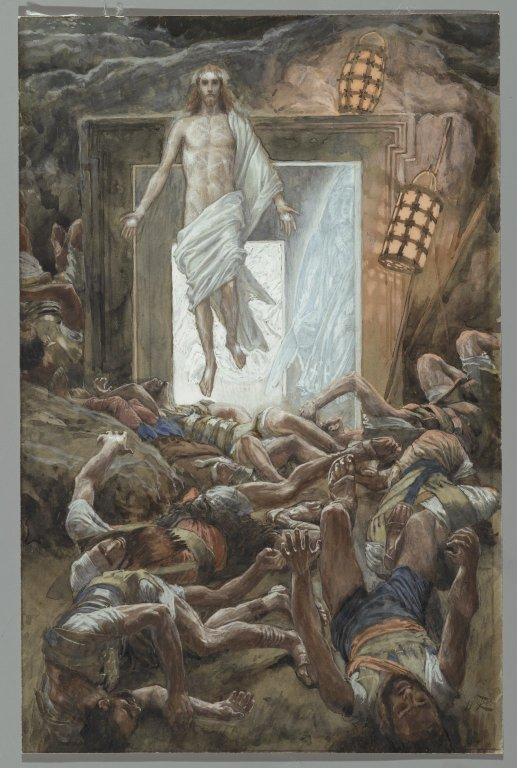
Vzkříšení (La Résurrection), James Tissot, asi 1890, Brooklynské muzeum
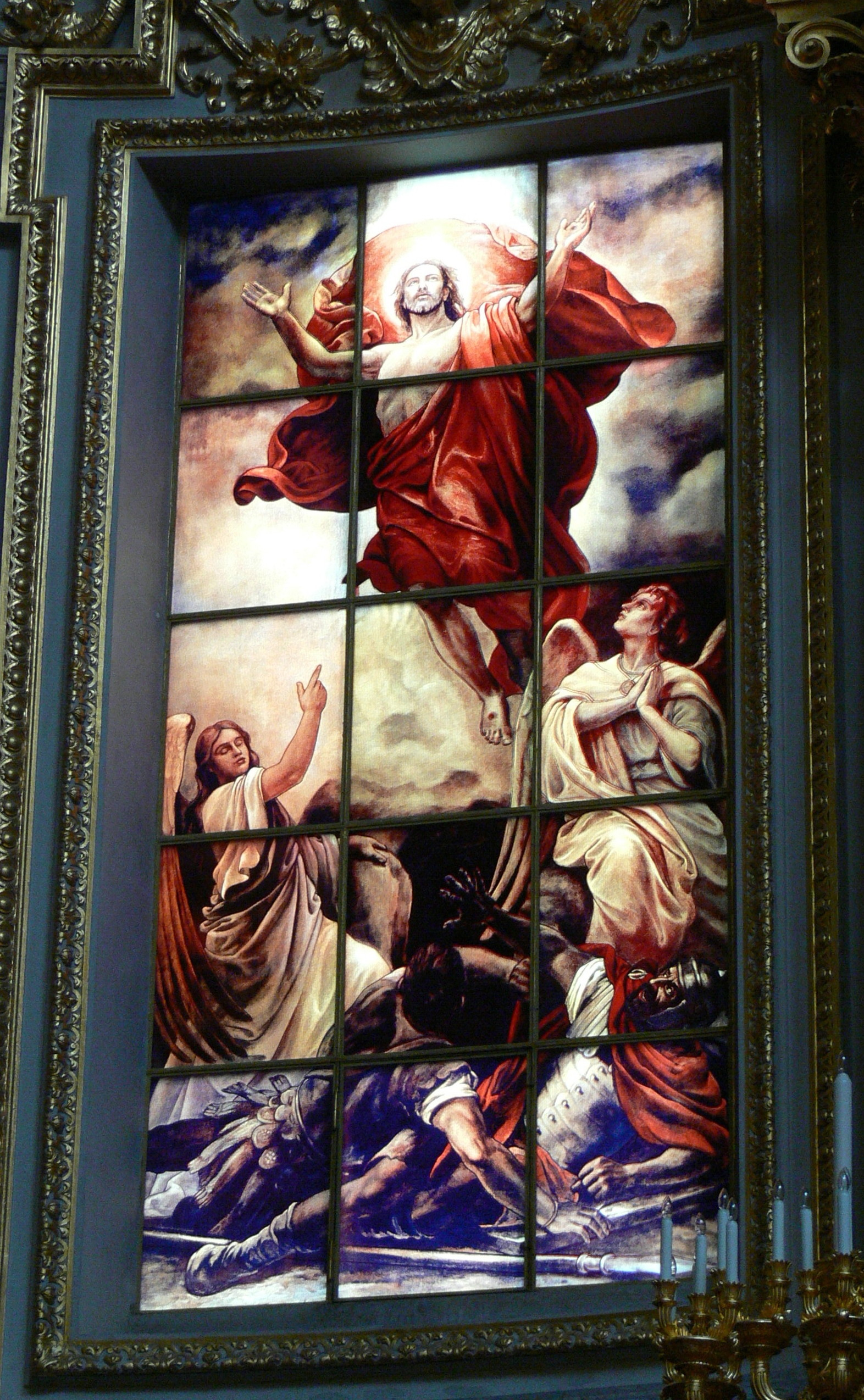
Vzkříšení Ježíše, Anton von Werner, Berlínská katedrála
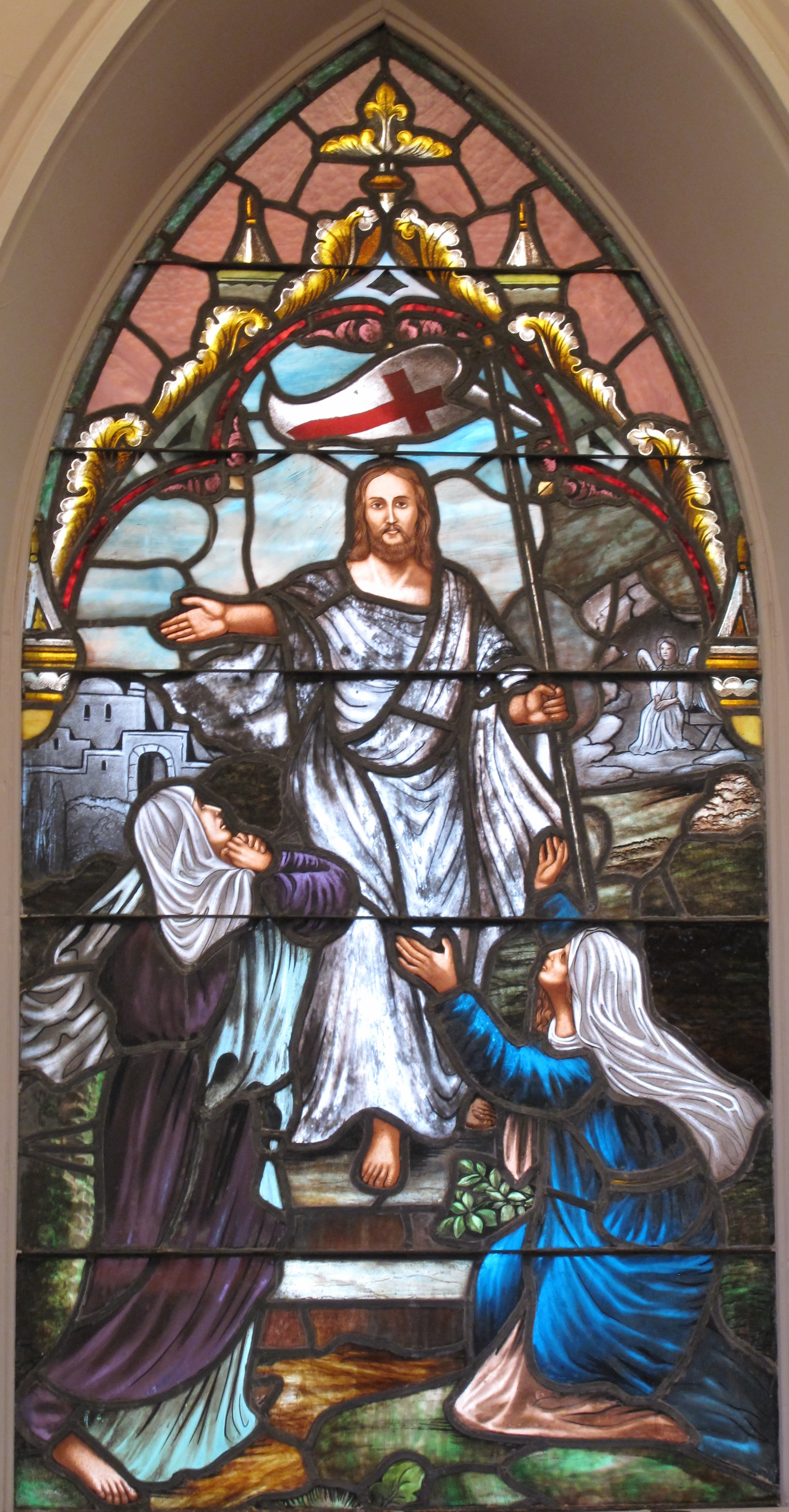
Vitrážové vyobrazení se dvěma Mariemi, luteránský kostel, Jižní Karolína
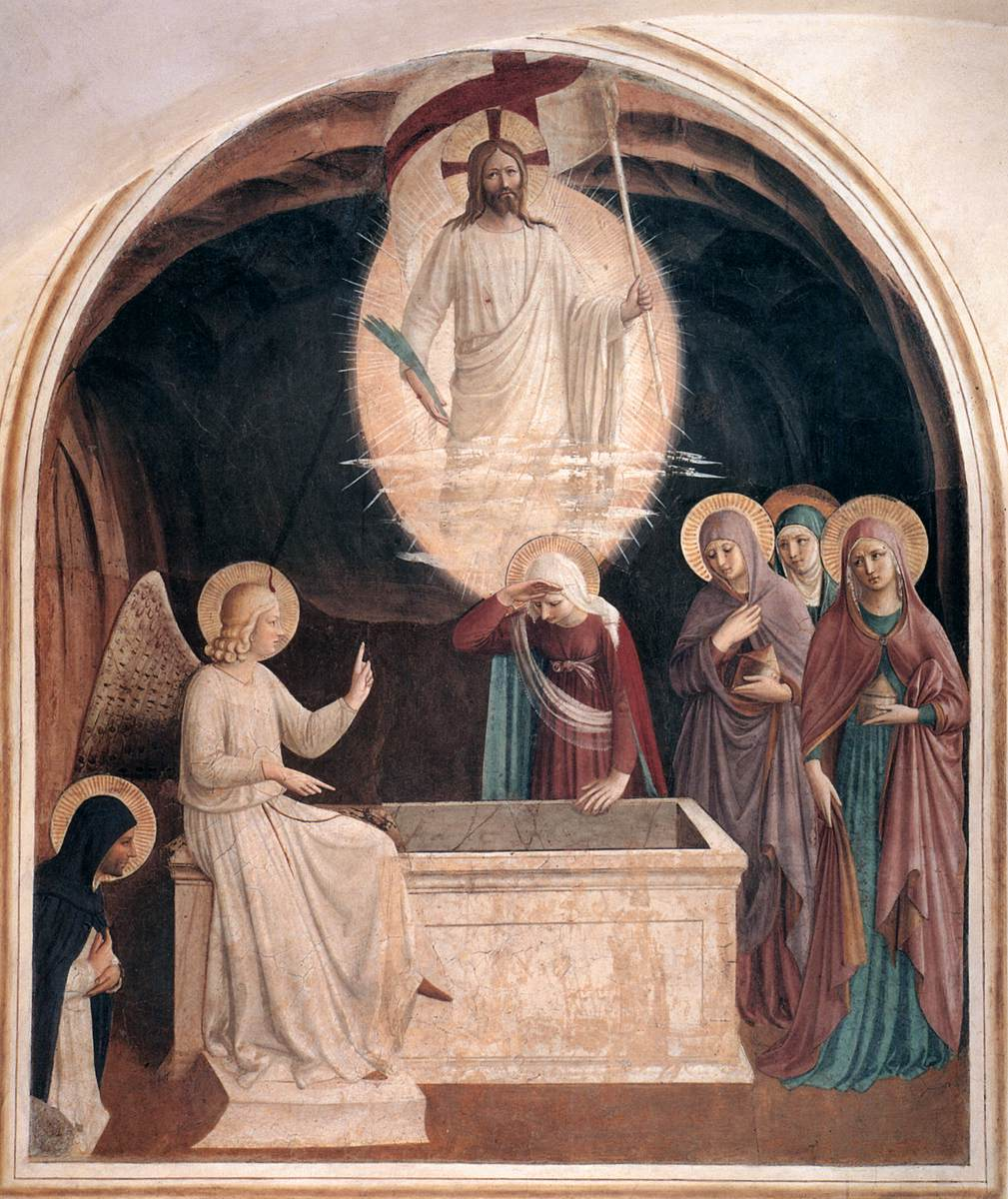
Ženy u prázdného hrobu, Fra Angelico, 1437–1446

## Relikvie
Hlavní články: Acheiropoieta, Turínské plátno a Veroničina rouška

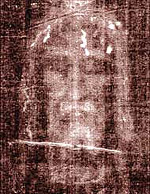
Negativ obrazu na Turínském plátně od Secondo Pia z roku 1898 má podobu naznačující pozitivní obraz. Používá se jako součást úcty ke Svaté tváři Ježíšově

Ježíšovo zmrtvýchvstání je již dlouho ústředním tématem křesťanské víry a objevuje se v různých prvcích křesťanské tradice, od svátků přes umělecká vyobrazení až po náboženské relikvie. V křesťanském učení odvozují svátosti svou spásnou moc z Kristova umučení a vzkříšení, na nichž zcela závisí spása světa.
Příkladem prolínání učení o vzkříšení s křesťanskými relikviemi je použití konceptu „zázračného vzniku obrazu“ v okamžiku vzkříšení u Turínského plátna. Křesťanští autoři vyslovili přesvědčení, že tělo, kolem něhož bylo plátno zabaleno, nebylo pouze lidské, ale božské, a že obraz na plátně vznikl zázračně v okamžiku vzkříšení. Citujíce výrok papeže Pavla VI. o tom, že plátno je „podivuhodným dokumentem Jeho utrpení, smrti a zmrtvýchvstání, napsaným pro nás písmeny krve“, autor Antonio Cassanelli tvrdí, že plátno je záměrným božským dokladem pěti úseků Kristova utrpení, který vznikl v okamžiku zmrtvýchvstání.

## Pohledy jiných náboženství
Skupiny jako židé, muslimové, baháisté a další nekřesťané, stejně jako někteří liberální křesťané, se přou o to, zda Ježíš skutečně vstal z mrtvých. Spory o tvrzení o smrti a vzkříšení se objevují na mnoha náboženských debatách a mezináboženských dialozích.

### Judaismus
Další informace: Židovský pohled na Ježíše
Křesťanství se oddělilo od judaismu v 1. století n. l. a od té doby se obě víry teologicky liší. Podle Toledot Ješu bylo Ježíšovo tělo ukradeno téže noci zahradníkem jménem Juda poté, co se dozvěděl, že učedníci plánují Ježíšovo tělo ukrást. Toledot Ješu však není v rámci rabínské literatury považováno za kanonické ani normativní. Van Voorst uvádí, že Toledot Ješu je středověký soubor dokumentů bez ustálené formy, u něhož je „velmi nepravděpodobné“, že by obsahoval spolehlivé informace o Ježíšovi. The Blackwell Companion to Jesus uvádí, že Toledot Ješu neobsahuje žádná historická fakta jako taková a byl možná vytvořen jako nástroj k odvrácení konverzí ke křesťanství.

### Gnostikové
Někteří gnostikové nevěřili v doslovné fyzické vzkříšení. „Pro gnostiky bylo jakékoliv vzkříšení mrtvých od počátku vyloučeno; tělo nebo hmota je určena k zániku. ,Neexistuje vzkříšení těla, ale pouze dušeʻ, říkají takzvaní archontici, pozdní gnostická skupina v Palestině“.

### Islám
Hlavní články: Islámské názory na Ježíšovu smrt a Ježíš v islámu
Muslimové věří, že ʿIsá (Ježíš), syn Mariam (Maria), byl svatým prorokem s božským poselstvím. Podle islámského pohledu Ježíš nebyl ukřižován a na konci časů se vrátí na svět. „Alláh ho však vzkřísil k sobě. A Alláh je věčně všemohoucí, vševědoucí.“ Korán v súře An-Nísa [kap. 004: verš 157] říká: „A kvůli tomu, že říkali: ,Zabili jsme Mesiáše ʿIsá, syna Maryam, posla Alláhovaʻ, – však nezabili ho, ani ho neukřižovali, ale zdálo se jim to tak, a ti, kdož se v tom rozcházejí, jsou plni pochybností.“

### Ahmadíjský islám
Ahmadíjští muslimové věří, že Ježíš je Mesiášem pro děti Izraele, a proto bylo jeho cílem shromáždit jejich následovníky. Z tohoto důvodu ahmadíjci věří, že Ježíš ukřižování přežil, což podporuje Korán, protože smrt na kříži by byla prokletá, což podporuje Bible. Tuto víru zastávají, protože Ježíš měl na starosti jiné „ovce“.
Poté, co Ježíš přežil ukřižování, odešel se svou matkou do jiné země, kde pokračoval ve svém poslání.